# Tommaso d'Aquino
Tommaso d'Aquino (Roccasecca, tra il 1224 e il 1225 – Piperno, 7 marzo 1274) è stato un religioso, teologo e filosofo italiano.
Frate domenicano, Tommaso d'Aquino è ampiamente riconosciuto come uno dei più influenti filosofi della storia occidentale, nonché come uno dei pilastri teologici e filosofici della Chiesa cattolica.
Egli fu il principale esponente della Scolastica medievale e per questo fu definito Doctor Angelicus già dai suoi contemporanei. Fu proclamato santo da papa Giovanni XXII nel 1323 e dal 1567 è annoverato tra i dottori della Chiesa cattolica. Nel 1880 fu dichiarato santo patrono delle università e dei centri di studio cattolici.
Il pensiero di Tommaso, definito Tomismo, risulta un punto di raccordo fra la cristianità e la filosofia classica, la quale ha i suoi fondamenti e maestri in Socrate, Platone e Aristotele, e poi passati attraverso il periodo ellenistico, specialmente in autori come Plotino. 
Egli elaborò una teoria del diritto che ebbe largo seguito nei secoli successivi e che, a cavallo tra Ottocento e Novecento, diede l'impulso per la nascita del Neotomismo, scuola di pensiero che si basa sul recupero del pensiero di Tommaso d'Aquino.

## Biografia

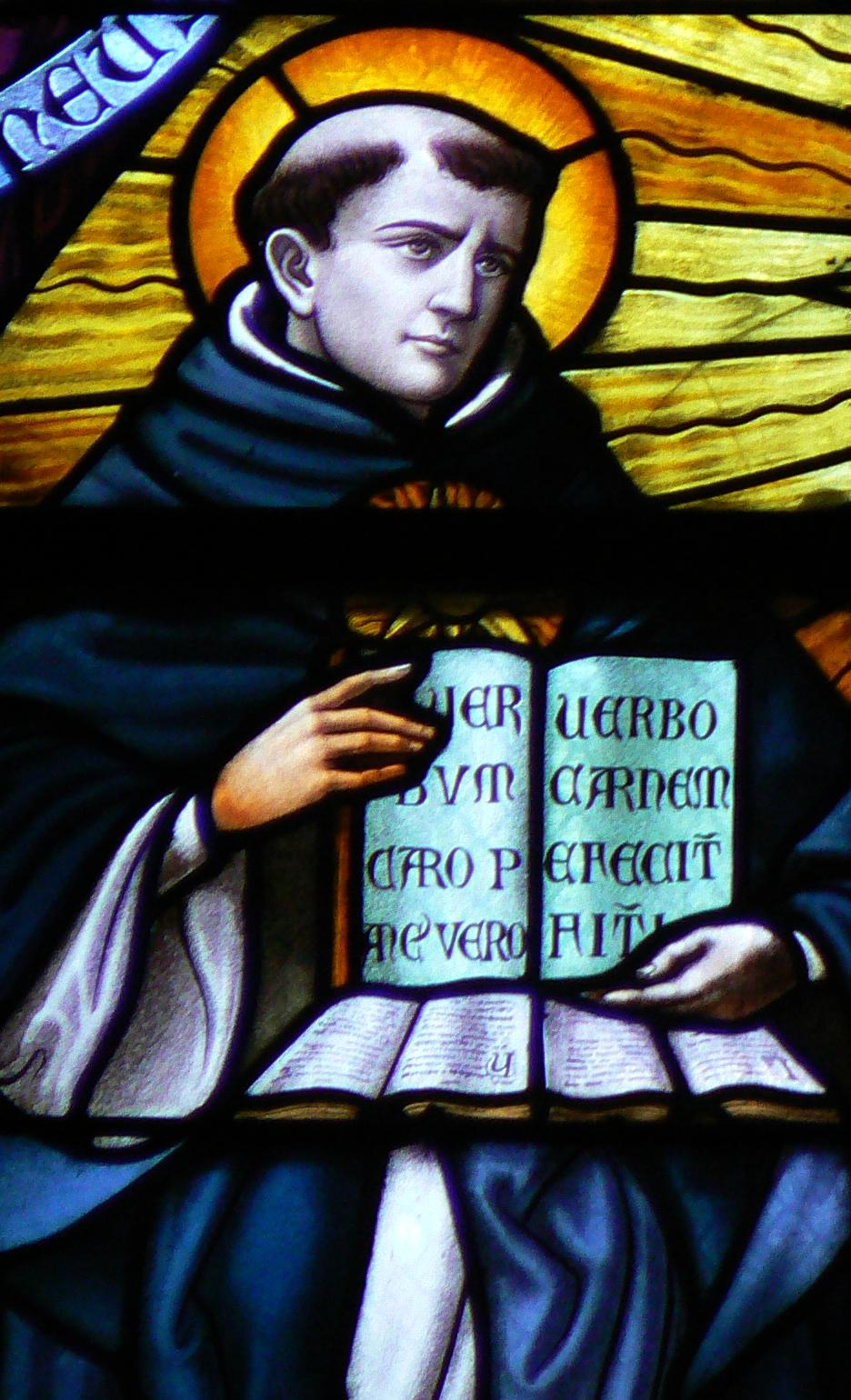
San Tommaso raffigurato su d'una vetrata della cattedrale di San Rombaldo, a Malines.

Settimo figlio di Landolfo dei conti d'Aquino, signore di Loreto e Belcastro, e di sua moglie Donna Teodora Galluccio, nobildonna appartenente al ramo collaterale teanese del casato napoletano dei Caracciolo, i Rossi, Tommaso nacque nella contea di Aquino, precisamente nella zona corrispondente al territorio dell'odierna Roccasecca, al secolo facente parte del Regno di Sicilia (attualmente in provincia di Frosinone). Benché il castello paterno di Roccasecca rimanga ad oggi il luogo più accreditato della sua nascita, diverse fonti medievali ne attestano natali calabresi, - nella fattispecie a Belcastro (in provincia di Catanzaro), - quali ad esempio fra' Giovanni Fiore da Cropani, storico calabrese del XVII secolo, nella sua opera Della Calabria illustrata, Gabriele Barrio nella sua  De antiquitate et situ Calabriae e padre Girolamo Marafioti, teologo dell'ordine dei Minori Osservanti, nelle Croniche ed antichità di Calabria.
La sua data di nascita non ci è pervenuta con certezza, nondimeno è stata stimata approssimativamente a partire da quella della sua morte, avvenuta nel marzo del 1274. Bernardo Gui, ad esempio, afferma che Tommaso morì quando aveva compiuto 49 anni e iniziato il cinquantesimo. In un testo un po' anteriore, Tolomeo da Lucca rimarca l'incertezza relativa alla sua età: «Egli è morto all'età di 50 anni, ma alcuni dicono 48». Tuttavia, la storiografia moderna tende a fissare la sua data di nascita tra il 1225 ed il 1226.
Secondo una leggenda, Bonus, un santo eremita, predisse a Teodora che suo figlio sarebbe stato ordinato domenicano e sarebbe diventato santo.

### Da Montecassino a Napoli

La Vergine Maria con s. Paolo e s. Tommaso d'Aquino (ancona portabile a trittico, a tempera su tavola, opera di Bernardo Daddi, 1330 ca). La Vergine Maria tiene in mano un testo che contiene le prime parole del Magnificat, mentre Tommaso, autore di uno dei più importanti commenti medievali sull'epistolario paolino, tiene in mano una delle sue opere.

Secondo le usanze del tempo Tommaso, essendo il figlio più piccolo, era destinato alla vita ecclesiastica e proprio per questo a soli cinque anni fu inviato in qualità d'oblato dal padre Landolfo nella vicina abbazia di Montecassino, di cui era abate Landolfo Sinibaldo, figlio di Rinaldo d'Aquino e fratello di suo padre, per ricevere l'educazione religiosa e succedere a Sinibaldo in qualità di abate. In ossequio alla regola benedettina, Landolfo versò un'oblazione di venti once d'oro al monastero cassinese perché accettassero il figlio di una nobile famiglia e in tenera età. In quegli anni l'abbazia si trovava in un periodo di decadenza e costituiva una preda contesa dal Papa e dall'imperatore. Fortunatamente il trattato di San Germano, concluso tra il papa Gregorio IX e l'imperatore Federico II il 23 luglio 1230, inaugurò un periodo di relativa pace ed è proprio allora che si può collocare l'ingresso di Tommaso nel monastero. In quel luogo, Tommaso ricevette i primi rudimenti delle lettere e fu iniziato alla vita religiosa benedettina.
I biografi Guglielmo di Tocco, Bernardo Guido e Pietro Calò enfatizzano la sua devozione mariana, affermando che Tommaso era solito tenere in mano una pergamena riportante l'Ave Maria.
A partire dal 1236 la calma di cui godeva il monastero fu nuovamente turbata e Landolfo, consigliato dal nuovo abate, Stefano di Corbario, volle mettere al riparo il figlio dai disordini e inviò Tommaso, oramai adolescente, a Napoli, perché potesse seguire degli studi più approfonditi. Così nell'autunno del 1239, a quattordici o quindici anni, Tommaso si iscrisse al nuovo Studium Generale, l'Università degli studi fondata nel 1224 da Federico II per formare la classe dirigente del suo Impero. Secondo Guglielmo di Tocco, i suoi maestri Pietro d'Alvernia (docente di aritmetica, geometria, astronomia e musica) e Martino di Dacia (docente di grammatica e logica) lo introdussero al pensiero di Aristotele. Pietro d'Irlanda stava insegnando le opere di Aristotele recentemente tradotte e commentate dal filosofo ispano-arabo Averroè.
Fu proprio a Napoli, dove nel 1231 era stato fondato un convento, che Tommaso conobbe i Domenicani, un ordine mendicante fondato nel 1215 in cui entrò a far parte nel 1241 e fece la sua vestizione nell'aprile del 1244, nella Chiesa di San
Michele Arcangelo a Morfisa che è attualmente inglobata nella basilica di San Domenico
Maggiore. Tommaso aveva precedentemente conosciuto in un convento di Napoli e stretto amicizia col maestro generale dell'ordine Giovanni di Wildeshausen, rimanendo attratto dalla sua vita austera e intellettuale.
L'ingresso di Tommaso presso i Frati predicatori comprometteva definitivamente i piani dei suoi genitori riguardo al suo futuro incarico di abate di Montecassino. Per sottrarre Tommaso all'influenza dei suoi genitori, l'Ordine lo inviò prima a Roma e poi a Bologna. Così la madre inviò un corriere ai suoi figli, che in quel periodo stavano guerreggiando nella regione di Acquapendente, perché, durante il tragitto, intercettassero il loro fratello e glielo conducessero. Essi, accompagnati da un piccolo drappello, catturarono facilmente il giovane religioso, lo fecero salire su di un cavallo e lo condussero al castello di Monte San Giovanni Campano, un castello di famiglia ove fu tenuto prigioniero per due anni. Qui tutta la famiglia tentò di far cambiare idea a Tommaso, ma inutilmente. Tuttavia, bisogna precisare che egli non fu né maltrattato né rinchiuso in qualche prigione, si trattava piuttosto di un soggiorno obbligato, in cui Tommaso poteva entrare e uscire a piacimento e anche ricevere visite. Dal maggio 1244 all'autunno del 1245 fu trattenuto dalla sua famiglia. Poiché Tommaso restò fermo nella sua determinazione a rimanere domenicano, la famiglia gli permise di tornare al convento di Napoli nell'estate del 1245, proprio in occasione del concilio di Lione del 17 luglio 1245, allorché papa Innocenzo IV ufficializzò la deposizione dell'imperatore Federico II di Svevia.

### Gli studi a Parigi e a Colonia (1245-1252)

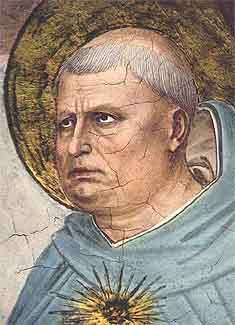
Beato Angelico: San Tommaso d'Aquino

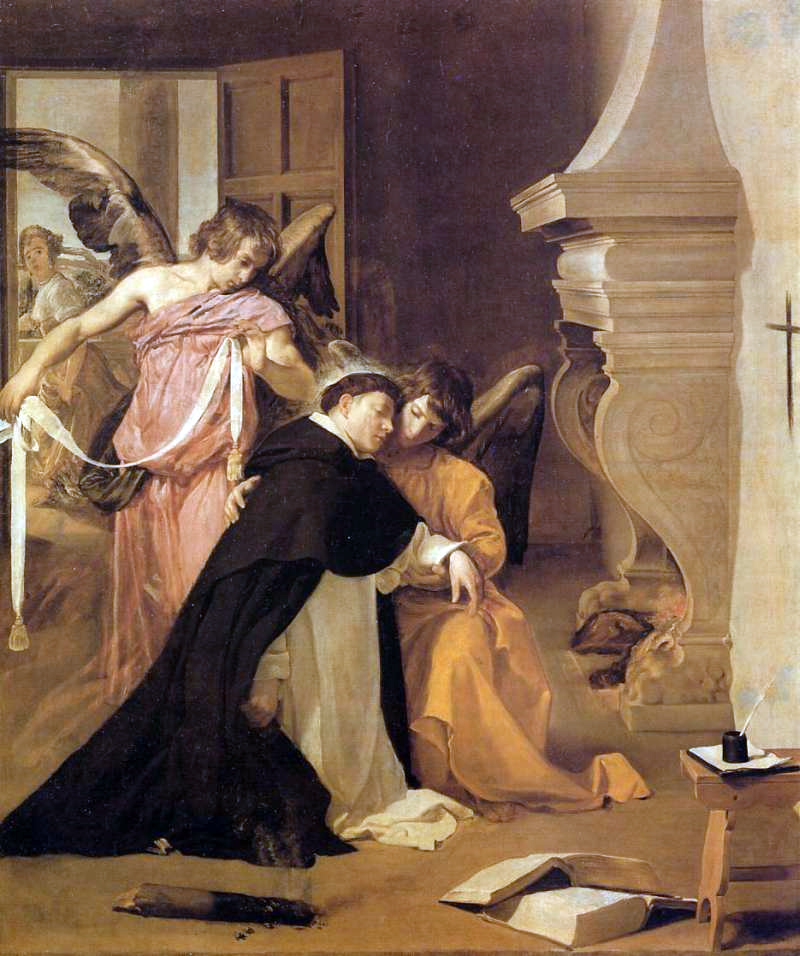
Dipinto del Velazquez

I Domenicani di Napoli ritennero che non fosse sicuro trattenere presso di loro il novizio e lo inviarono a Roma dove si trovava il maestro dell'Ordine, Giovanni Teutonico, il quale stava per partire alla volta di Parigi, dove si sarebbe celebrato il capitolo generale del 1246. Egli accolse Tommaso inviandolo prima a Parigi e poi a Colonia, dove c'era un fiorente Studium generale sotto la direzione di fra Alberto (il futuro sant'Alberto Magno), maestro in teologia, il quale era ritenuto sapiente in tutti i campi del sapere.
Nell'autunno del 1245 Tommaso, al seguito di Giovanni Teutonico, si sarebbe dunque messo in viaggio per Parigi e vi avrebbe trascorso gli anni 1246-1247 e la prima parte del 1248, cioè tre anni scolastici. Qui potrebbe aver studiato le arti del Trivio, tradizionale nella capitale francese, sia in facoltà che in convento. A Parigi ebbe come maestri Alberto Magno e Alessandro di Hales, che erano entrambi aristotelici. Percorse i tre gradi della carriera accademica: baccelliere biblico, baccelliere sentenziario e maestro. Là strinse amicizia con Bonaventura da Bagnoregio col quale mantenne anche una certa polemica intellettuale. In tale università, divenne direttore del collegio di San Giacomo, uno dei due collegi domenicani dell'ateneo.
Qui realizzò un commento delle Confutazioni sofistiche di Aristotele, delle Sentenze di Pietro Lombardo, oltre a dedicarsi alla lettura e memorizzazione della Bibbia, elementi che complessivamente erano i riferimenti dell'istruzione dell'epoca. Primaché terminasse gli studi, sorpreso dall'intelligenza di Tommaso, Alberto decise di sottoporgli un quesito che egli difese con tale abilità da smentire le argomentazioni addotte dal suo maestro, che di lui disse: «Ah! Voi lo chiamate il bue muto! Io vi dico, quando questo bue muggirà, i suoi muggiti si udranno da un'estremità all'altra della terra!».
La mole dei suoi scritti avvalora la testimonianza del suo primo segretario secondo cui Tommaso dettava a tre collaboratori contemporaneamente. Secondo un aneddoto tramandato dai Discorsi a tavola di Lutero, Tommaso (che apparteneva a un ordine mendicante) aveva un corpo insolitamente grosso, tanto che sul piano del suo tavolo da lavoro era stato praticato un foro per farlo sedere.
Alberto decise di portare Tommaso con sé a Colonia e, nel 1248, i due partirono alla volta della città tedesca. Presso Alberto, Tommaso continuò il suo studio della teologia e il suo lavoro di assistente. Il soggiorno di Tommaso a Colonia, al contrario di quello a Parigi, non è mai stato messo in dubbio, poiché è ben testimoniato dalle fonti. Il 7 giugno 1248 il capitolo generale dei Domenicani riunito a Parigi decise la creazione di uno studium generale a Colonia, città nella quale esisteva già un convento domenicano fondato nel 1221-1222 da fra' Enrico, compagno di Giordano di Sassonia.
L'incarico di insegnare venne affidato a fra Alberto, la cui reputazione in quel periodo era già notevole. Questo soggiorno a Colonia costituì una tappa decisiva nella vita di Tommaso. Per quattro anni, dai 23 ai 27 anni, Tommaso poté assimilare profondamente il pensiero di Alberto. Un esempio di questa influenza lo troviamo nell'opera nota con il nome di Tabula libri Ethicorum, la quale si presenta come un lessico le cui definizioni sono molto spesso delle citazioni quasi letterali di Alberto.

### Il primo periodo di insegnamento a Parigi (1252-1259)

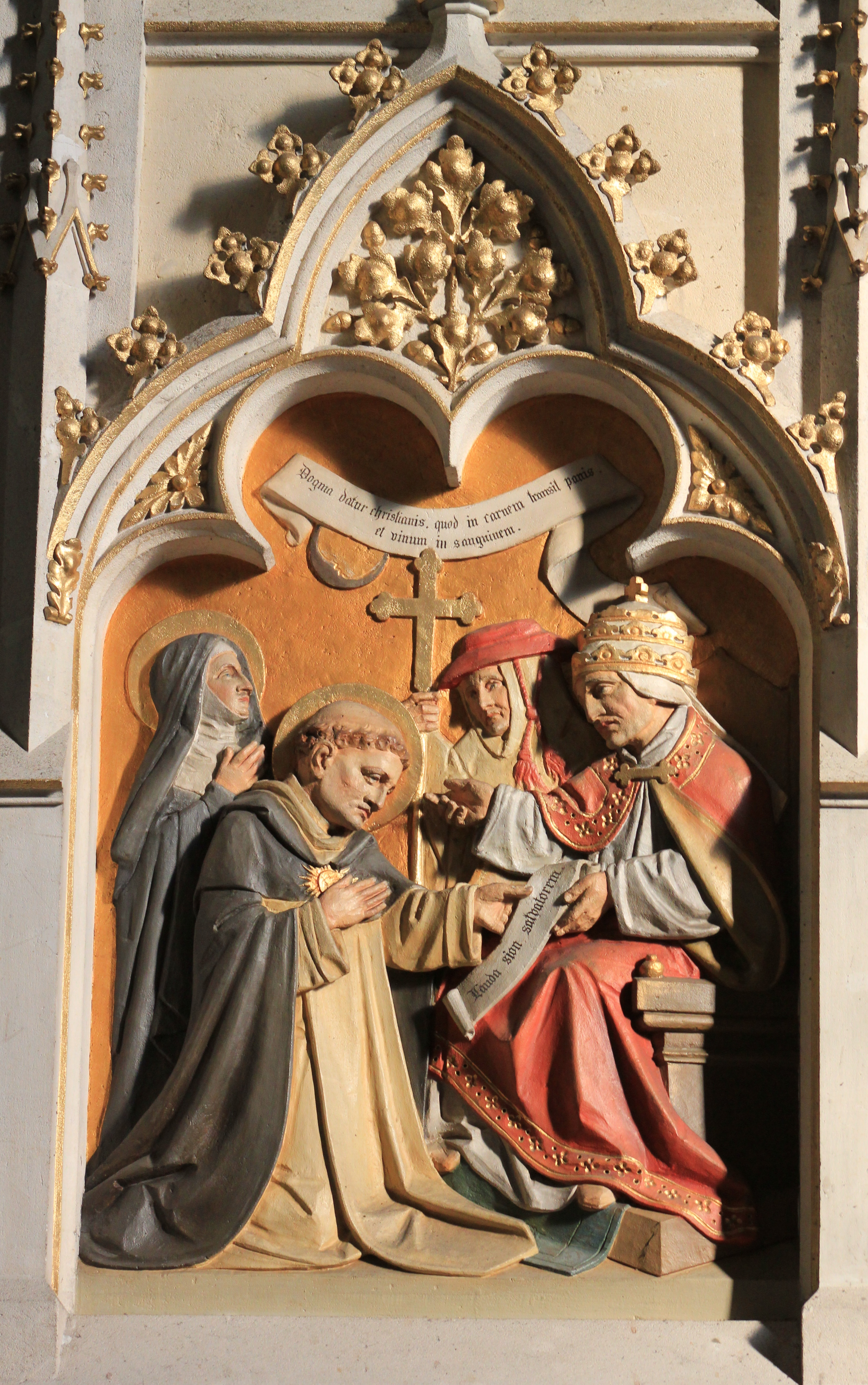
Chiesa dei domenicani di Friesach: San Tommaso e papa Urbano V e il dogma della transustanziazione

Quando il Maestro Generale dei Domenicani domandò ad Alberto di indicargli un giovane teologo che potesse essere nominato baccelliere per insegnare a Parigi, Alberto gli propose Tommaso che stimava sufficientemente preparato in scientia et vita. Sembra che Giovanni Teutonico abbia esitato per via della giovane età del prescelto, 27 anni, perché secondo gli statuti dell'università egli avrebbe dovuto averne 29 per poter assumere canonicamente quest'impegno. Fu grazie alla mediazione del cardinale Ugo di Saint-Cher che la richiesta di Alberto fu esaudita e Tommaso ricevette quindi l'ordine di recarsi subito a Parigi e di prepararsi a insegnare. Egli iniziò il suo insegnamento come baccelliere nel settembre di quello stesso anno, cioè del 1252 (commentando le Sentenze di Pietro Lombardo), sotto la responsabilità del maestro Elia Brunet de Bergerac che, dal 1252 al 1256 occupò il posto lasciato vacante a causa della partenza di Alberto.
A Parigi Tommaso trovò un clima intellettuale meno tranquillo di quello di Colonia. Ancora nel 1250 era vietato commentare i libri di Aristotele, ma tra il 1252 e il 1255, durante la prima parte del soggiorno di Tommaso, la Facoltà delle Arti avrebbe finalmente ottenuto il permesso di insegnare pubblicamente tutti i libri del grande filosofo greco.
Nel 1252 i professori laici di Parigi iniziarono a opporsi fortemente agli Ordini mendicanti, chiedendone l'espulsione dall'università. La loro singolare povertà, perseveranza e abitudine allo studio riempivano le loro classi di studenti (si veda il caso di Alberto Magno). Lo scontro giunse al culmine quando Guglielmo di Saint-Amour pubblicò i trattati  Il libro dell'Anticristo e dei suoi ministri e De periculis novissimorum temporum ("Contro i pericoli dei tempi nuovi"), diffuso nel 1256 circa un mese prima che Tommaso diventasse maestro di teologia.
Tommaso replicò a questi pamphlet con il trattato Contra impugnantes Dei cultum et religionem ("Contro coloro che mettono in dubbio il culto divino e la religione").
Papa Alessandro IV scomunicò Guglielmo, vietandogli l'insegnamento e l'amministrazione dei sacramenti.
Ottenuta la fiducia papale in materia teologica, a Tommaso fu affidata la disamina critica del Liber introductorius in Evangelium aeternum  ("Libro introduttivo all'Eterno Vangelo"), che Gerardo di Borgo San Donnino, vicino a Giovanni da Parma, aveva reso pubblico a Parigi e che risentiva di influssi gioachimiti. Guglielmo utilizzò il testo per dimostrare che gli ordini mendicanti erano "fornitori di eresia". Tommaso criticò in modo particolare la visione gioachimita della storia dell'umanità.
Dopo l'espletamento di quell'importante incarico, nel 1256, a soli 31 anni, Tommaso divenne eccezionalmente maestro di teologia a Parigi. Svolse tale ruolo per i tre anni successivi. Sempre su iniziativa del Sommo Pontefice, anche Bonaventura fu riconfermato nella sua cattedra di teologia a Parigi, facendo seguito alla scomunica di Guglielmo.
Secondo Jacques Maritain:
(Jacques Maritain, Il Dottore Angelico. San Tommaso d’Aquino)
In tale periodo, Tommaso scrisse il De ente et essentia e lo Scriptum super sententias, la sua prima summa o compendio di conoscenza. Fu anche consigliere personale del re Luigi IX di Francia, insieme a San Bonaventura. Secondo Angelus Walz, O.P., fu in tale periodo che a corte Tommaso conobbe il futuro papa Clemente IV, anch'egli consigliere del re e francese come papa Urbano IV.

### Il primo ritorno in Italia (1259-1268)
Tra il 1259 e il 1268 fu nuovamente in Italia, impegnato nell'insegnamento e negli scritti teologici: insegnò prima a Napoli (cosa però non certa) e poi dal 1261 al 1265 fu assegnato al convento domenicano di Orvieto, come lettore, vale a dire responsabile per la formazione continua della comunità. Qui ebbe il tempo per completare la stesura della Summa contra Gentiles (iniziata nel 1258) e della Expositio super Iob ad litteram (1263-1265).
Inoltre, qui Tommaso, si poté avvalere dell'opera di traduzione di un confratello, Guglielmo di Moerbeke, eccellente grecista. Guglielmo rifece o rivide le traduzioni delle opere di Aristotele e pure dei principali commentatori greci (Temistio, Ammonio, Proclo). Alcune fonti riportano addirittura che Guglielmo avrebbe tradotto Aristotele dietro richiesta (ad istantiam) di Tommaso stesso. Il contributo di Guglielmo, anche lui in Italia come Tommaso dopo il 1260, fornì a Tommaso un prezioso apporto che gli permise di redigere le prime parti dei Commenti alle opere di Aristotele, spesso validi ancora oggi per la comprensione e discussione del testo aristotelico.
Tra il 1265 e il 1268 soggiornò a Roma come maestro reggente e qui scrisse l'inizio della Summa Theologiae. Nel febbraio 1265 il neoeletto papa Clemente IV lo convocò a Roma come teologo pontificio. Nello stesso anno gli fu ordinato dal capitolo domenicano di Anagni di insegnare allo studium conventuale del convento romano della basilica di Santa Sabina, fondato alcuni anni prima, nel 1222. Lo studium di Santa Sabina diviene un esperimento per i domenicani, il primo studium provinciale dell'Ordine, una scuola intermedia tra lo studium conventuale e lo studium generale. Prima di allora la provincia romana non offriva una formazione specializzata di alcun tipo, solo semplici scuole conventuali, con i loro corsi di base di teologia per i frati residenti. Il nuovo studium provinciale di Santa Sabina divenne la scuola più avanzata per la provincia. Durante il suo soggiorno romano, Tommaso cominciò a scrivere la Summa Theologiae e compilò numerosi altri scritti su varie questioni economiche, canoniche e morali. Durante questo periodo, ebbe l'opportunità di lavorare con la corte papale (che non era residente a Roma).

### Il secondo periodo d'insegnamento a Parigi (1268-1272)

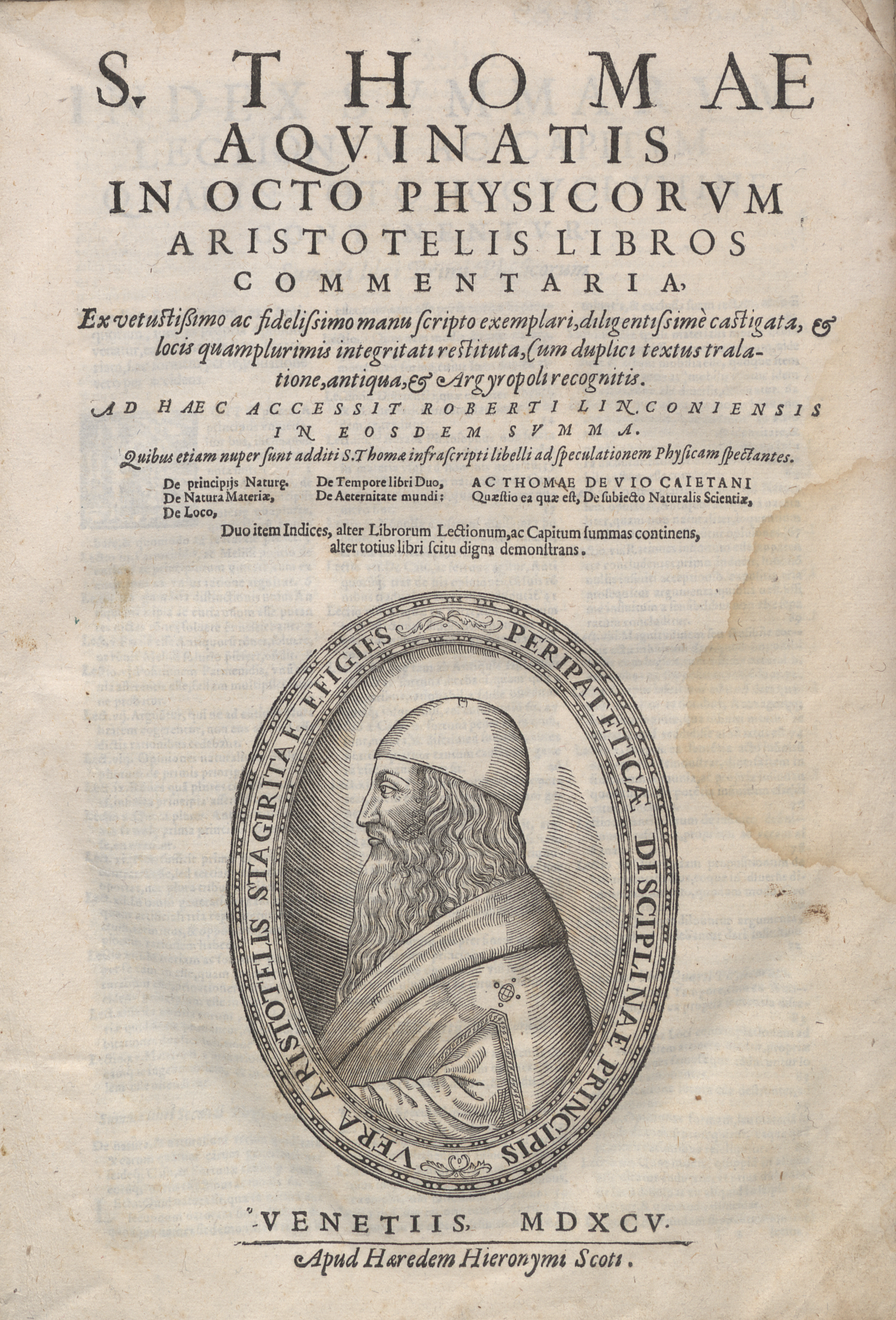
Super Physicam Aristotelis, 1595

Tommaso d'Aquino fu rinviato a Parigi a causa dell'opposizione che si era sollevata contro la sua figura e dottrina.
Nel secondo periodo di insegnamento a Parigi (1268-1272), dovette affrontare gli idealisti agostiniani di John Peckham, i laicisti contrari agli Ordini mendicanti di Gerardo di Abbeville e, principalmente, gli averroisti di Sigieri di Brabante.
La sua occupazione principale fu l'insegnamento della Sacra Pagina e proprio a questo periodo risalgono alcune delle sue opere più celebri, come i commenti alla Scrittura e le Questioni Disputate. Anche se i commenti al Nuovo Testamento restano il cuore della sua attività, egli si segnala anche per la varietà della sua produzione, come per esempio la scrittura di diversi brevi scritti (come ad esempio il De mixtione elementorum, il De motu cordis e il De operationibus occultis naturae) e per la partecipazione alle discussioni dottrinali del suo tempo: che si tratti di secolari o dell'averroismo vediamo Tommaso impegnato su tutti i fronti.
A questa multiforme attività bisogna aggiungere un ultimo tratto: Tommaso è anche il commentatore di Aristotele. Tra queste opere ricordiamo: l'Expositio libri Peri ermenias, l'Expositio libri Posteriorum, la Sententia libri Ethicorum, la Tabula libri Ethicorum, i Commenti alla Fisica e alla Metafisica. Vi sono poi anche delle opere incompiute, come la Sententia libri Politicorum, il De Caelo et Mundo, il De Generatione et corruptione, il Super Meteora.
Sigieri di Brabante era l'esponente di spicco della Facoltà di Lettere, mentre Tommaso era il caposcuola indiscusso della Facoltà teologica. Sigieri aveva affermato nelle sue lezioni-ma non nelle opere scritte di logica e fisica come Sophisma e il commento alla Fisica di Aristotele-che l'uomo non possedeva una natura spirituale e che la ragione poteva contraddire la fede, restando entrambe vere. Nel De unitate intellectus contra averroistas Tommaso affermò:
(GK Chesterton, Santo Tomàs de Aquino, Espasa-Calpe 1941, p. 84)
I biografi di Tommaso non riportano la notizia di una disputatio pubblica fra Tommaso e Sigieri di Brabante, sebbene tale eventualità non appare priva di fondamento se si considera il fatto che Tommaso ebbe delle dispute pubbliche con Peckham prima dell'insegnamento a Parigi. Ad ogni modo, Tommaso uscì vittorioso dalla disputa dopo la pubblicazione dell'opuscolo. Sigieri ritrattò molte delle sue affermazioni nel suo De anima intellectiva. In pochi mesi, il vescovo di Parigi Étienne Tempier condannò come eretiche tredici proposizioni essenziali dell'averroismo.

### Gli ultimi anni e la morte

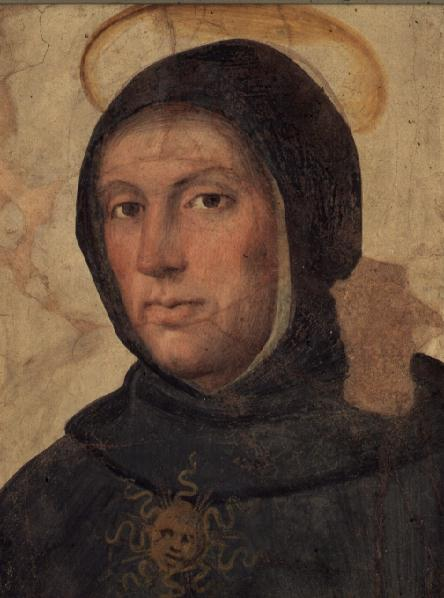
Ritratto di Tommaso ad opera di Fra Bartolomeo

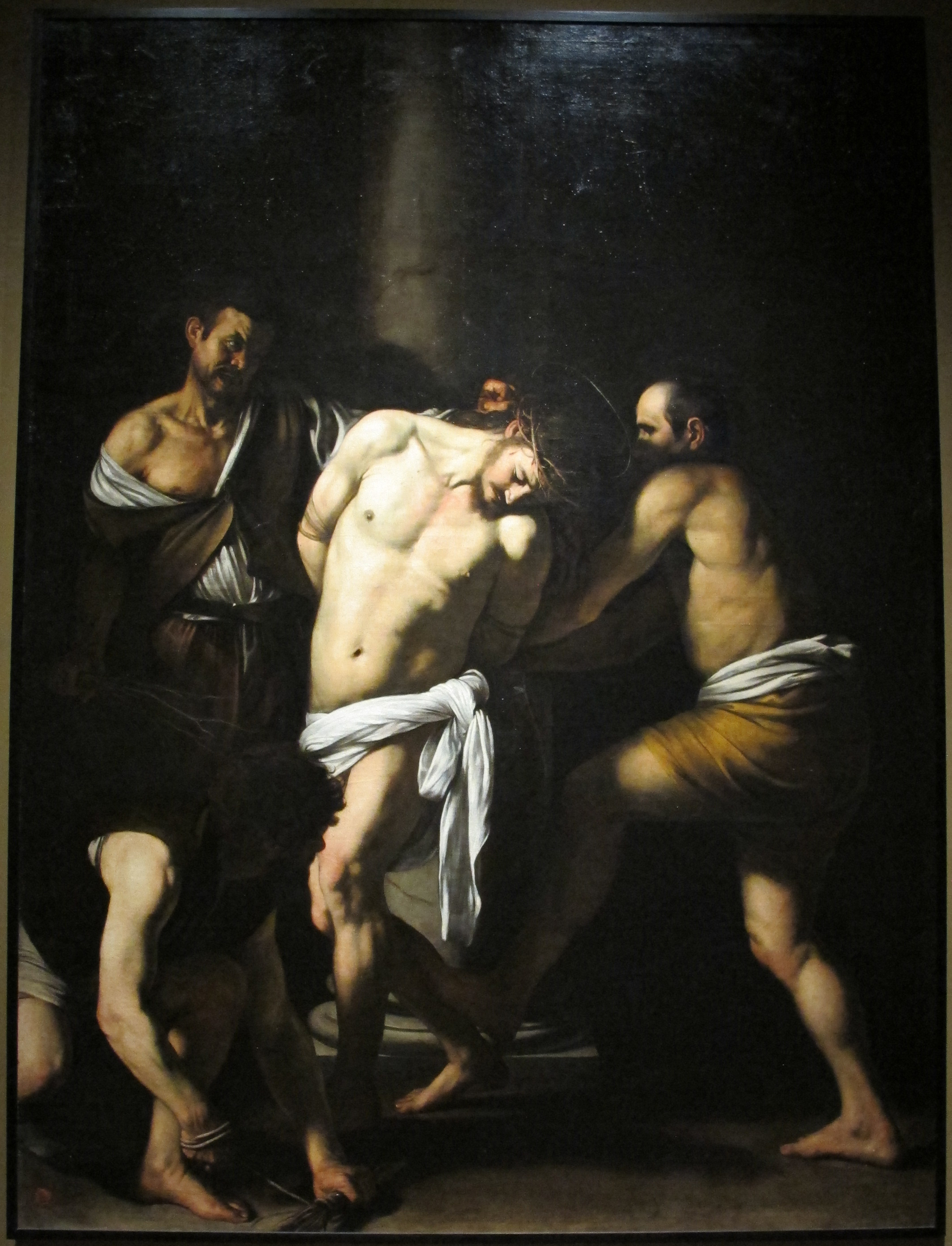
La flagellazione di Cristo (Caravaggio).
Bene scripsisti de me, Thoma. Quam ergo mercedem accipies? Non aliam, Nisi Te, Domine.

Fu quindi richiamato in Italia a Firenze per il Capitolo generale dell'Ordine dei Domenicani, il secondo dopo quello del 1251. Nella primavera del 1272 Tommaso lasciò definitivamente Parigi e poco dopo la Pentecoste di quello stesso anno (12 giugno 1272) il capitolo della provincia domenicana di Roma gli affidò il compito di organizzare uno studium generale di teologia, lasciandolo libero di scegliere il luogo, le persone e il numero degli studenti. Ma la scelta di Napoli era già stata designata da un precedente capitolo provinciale ed è anche verosimile che Carlo I d'Angiò abbia fatto pressione perché venisse scelta la sua capitale come sede e che a capo di questo nuovo centro di teologia venisse insediato un maestro di fama. Tommaso D'Aquino abitò per oltre un anno a San Domenico Maggiore nell'ultimo periodo della sua vita, lasciandovi scritti e reliquie.
Gli fu offerto l'arcivescovado di Napoli, che non volle mai accettare, continuando a vivere in povertà, dedito allo studio e alla preghiera.
Durante gli ultimi anni del periodo napoletano, continuò a procurarsi testi filosofici che leggeva e commentava con cura, disputandone i contenuti con i suoi confratelli e studenti. Si dedicò anche alle opere scientifiche di Aristotele relative ai fenomeni atmosferici e ai terremoti, cercando di procurarsi testi sulla costruzione degli acquedotti e la possibilità di applicazione della geometria alle costruzioni, commentando le traduzioni di testi greci e arabi in latino.
La famiglia d'Aquino era in rapporti con Federico II di Svevia che aveva istituzionalizzato la Scuola Medica Salernitana, primo centro di fruizione culturale degli scritti medici e filosofici di Avicenna e Averroè, noti al Dottore Angelico.
Stabilendosi presso la sorella Teodora al castello dei Sanseverino, tenne una serie di lezioni straordinarie nella celebre Scuola Medica che aveva sollecitato l'onore ed il decoro della parola dell'Aquinate. A memoria del suo soggiorno, nella chiesa di San Domenico si conservano la reliquia del suo braccio e le spoglie delle sorelle.

Il 29 settembre 1273 egli partecipò al capitolo della sua provincia a Roma in qualità di definitore. Ma alcune settimane più tardi, mentre celebrava la messa nella cappella di San Nicola, Tommaso ebbe una sorprendente visione tanto che dopo la messa non scrisse, non dettò più nulla e anzi si sbarazzò persino degli strumenti per scrivere. A Reginaldo da Piperno, che non comprendeva ciò che accadeva, Tommaso rispose dicendo: «Non posso più. Tutto ciò che ho scritto mi sembra paglia in confronto con quanto ho visto».
(Il piccolo Tommaso e l'"appetito" per i libri in L'Osservatore Romano, 28 gennaio 2010)
Alla fine di gennaio del 1274 Tommaso e il socius si misero in viaggio per partecipare al concilio ecumenico che Gregorio X aveva convocato per il 1º maggio 1274 a Lione.
Dopo qualche giorno di viaggio arrivarono al castello di Maenza, dove abitava sua nipote Francesca. È qui che si ammalò e perse del tutto l'appetito. Poco tempo dopo, sentendosi un po' meglio, tentò di riprendere il cammino verso Roma, ma dovette fermarsi all'abbazia di Fossanova per riprendere le forze. Tommaso rimase lì per qualche tempo e tra il 4 e il 5 marzo, dopo essersi confessato da Reginaldo, ricevette l'eucaristia e pronunciò, com'era consuetudine, la professione di fede eucaristica. Il giorno successivo ricevette l'unzione dei malati, rispondendo alle preghiere del rito. Morì di lì a tre giorni, mercoledì 7 marzo 1274, alle prime ore del mattino dopo aver ricevuto l'Eucaristia.
Le sue ultime parole, prima di ricevere il viatico, furono:
L'Historia Ecclesiastica di Tolomeo da Lucca, allievo e confessore di Tommaso, menziona soltanto una grave malattia, che lo colpì mentre era in viaggio in Campania, senza accennare ad alcuna causa innaturale di morte. Tuttavia, Dante nel canto XX del Purgatorio (v. 69) afferma che Carlo I d'Angiò fu responsabile della morte di Tommaso. Una voce, subito smentita, afferma che fu avvelenato da lui in persona o per suo volere. Il Villani riferisce una tradizione secondo cui Tommaso sarebbe stato assassinato da uno dei medici del re con dolci avvelenati. Secondo tale racconto, il medico non agiva per conto del re, ma con l'intenzione di favorirlo poiché temeva che un membro della famiglia dei conti D'Aquino, che si stavano ribellando a Carlo, stesse per essere elevato al rango di cardinale. La voce dell'avvelenamento era circolata anche nei primi commenti a Dante in lingua latina e volgare scritti dopo la morte del Divin poeta, all'interno di versioni che per la maggior parte attribuivano a Carlo la responsabilità della morte.

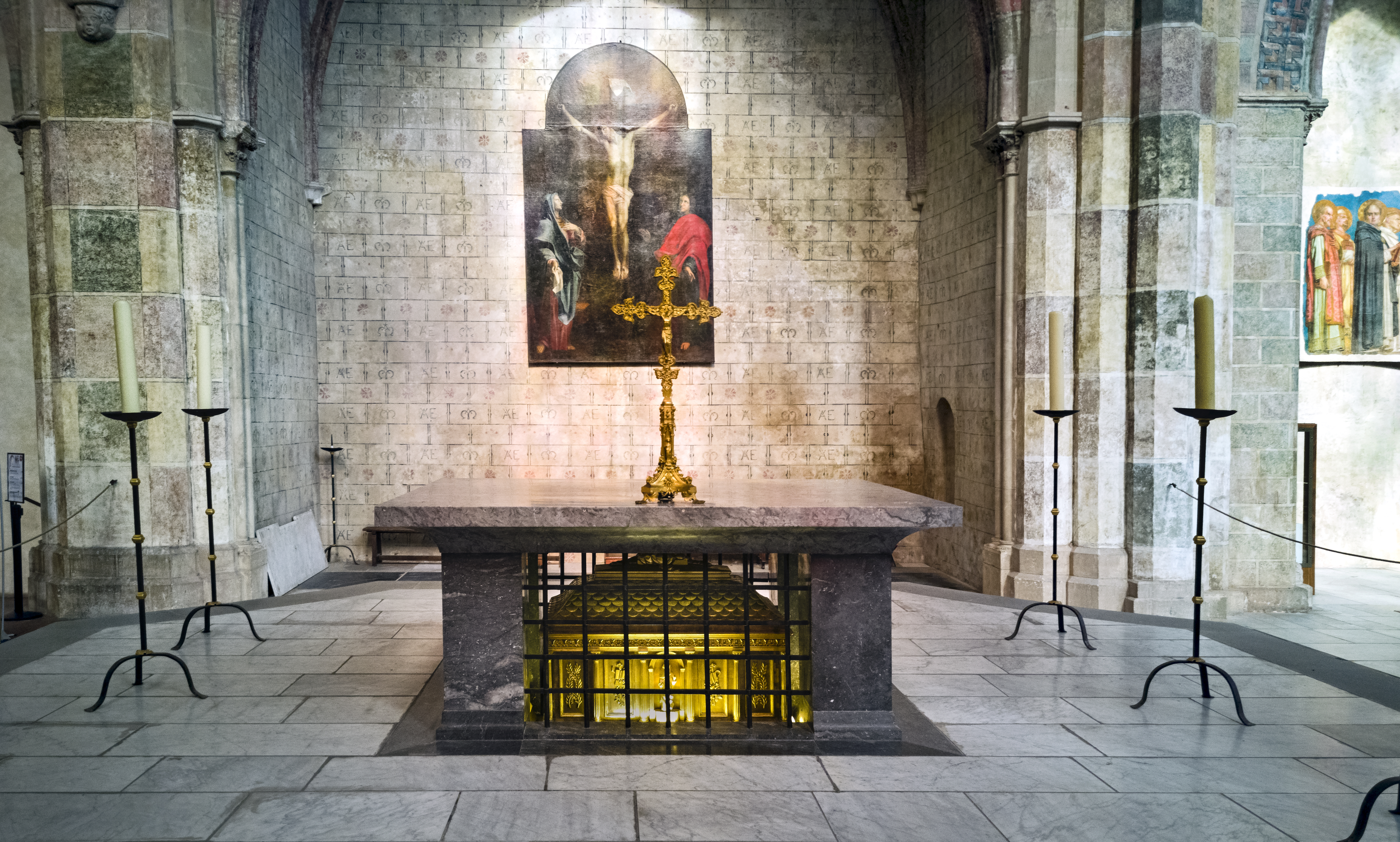
Le spoglie di Tommaso d'Aquino nel chiesa domenicana detta Les Jacobins a Tolosa

Le spoglie di Tommaso d'Aquino sono conservate nella chiesa domenicana detta Les Jacobins a Tolosa. La reliquia della mano destra, invece, si trova a Salerno, nella chiesa di San Domenico; il suo cranio si trova invece nella concattedrale di Priverno, mentre la costola del cuore nella Basilica concattedrale di Aquino.

## Il pensiero di Tommaso

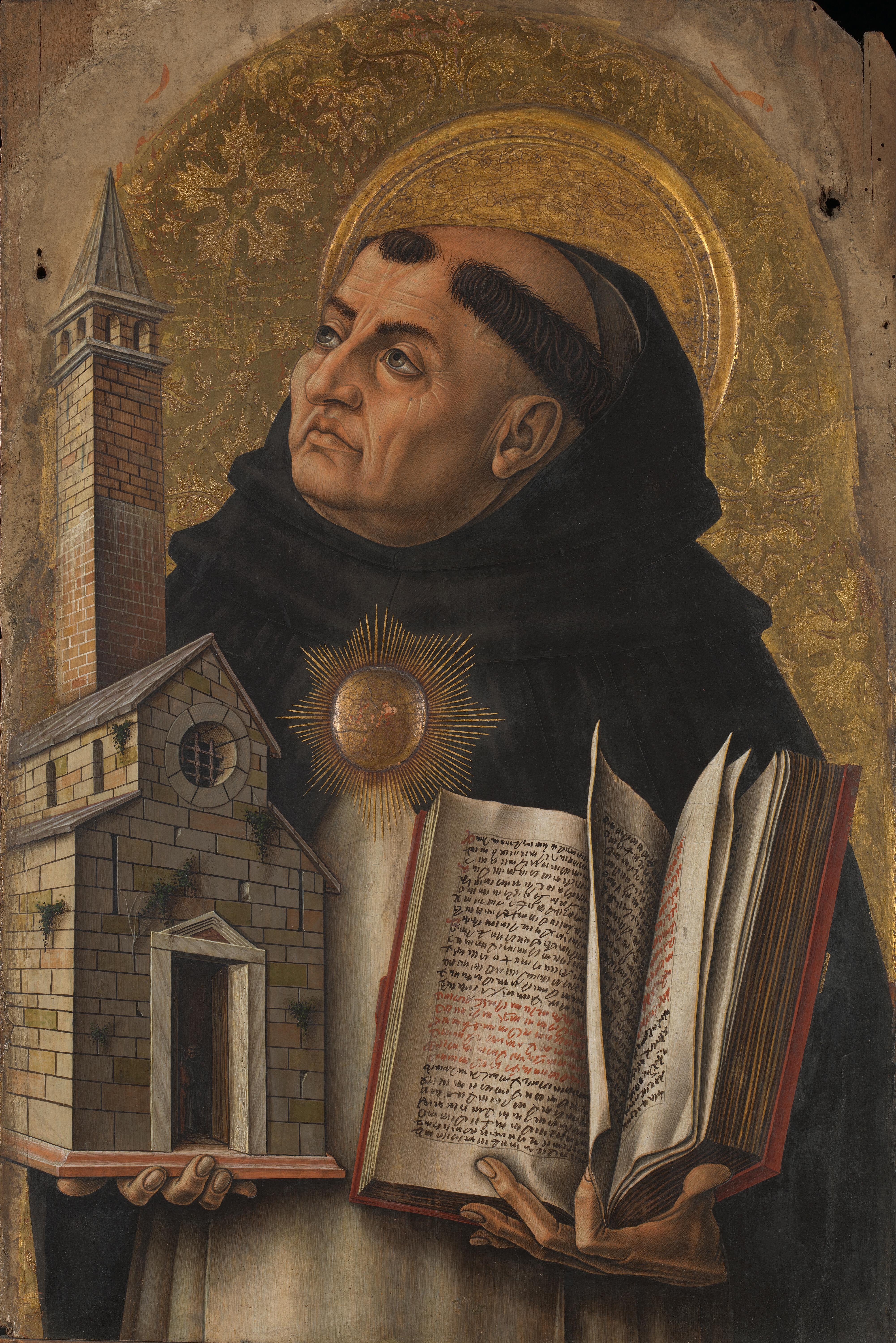
San Tommaso d'Aquino, ritratto di Carlo Crivelli

Per Tommaso l'anima, sia maschile che femminile, è creata "a immagine e somiglianza di Dio" (come dice la Genesi), unica, immateriale (priva di volume, peso ed estensione), forma del corpo e non localizzata in un punto particolare di esso, trascendente come Dio e come lui in una dimensione al di fuori dello spazio e del tempo in cui sono il corpo e gli altri enti. L'anima è tota in toto corpore, contenuta interamente in ogni parte del corpo, e in questo senso legata ad esso indissolubilmente: si veda, sul tema, la questione 76 della Prima Parte della Summa theologiae, questione dedicata appunto al rapporto tra anima e corpo.
Secondo Tommaso:
(Tommaso d'Aquino, Summa contra Gentiles, I, 7.)
Nella filosofia tomista Dio è descritto con le seguenti proprietà:
- massimo grado possibile di ogni qualità (che è, è stata o possa essere fra gli enti), fra queste: sommo amore e sommo bene.
- immutabile, semplice e indivisibile: è da sempre e per sempre uguale a se stesso, a lui nulla manca e in lui nulla cambia.
- eterno: non nasce e non muore, vive da sempre e per sempre.
- infinito in atto (non infinito potenziale): non ha limite-confine di tempo o di spazio.
- onnisciente.
- unico: nessuno, nemmeno Dio può creare un altro Dio.
- onnipotente: ma non può perpetrare il male e non può creare un altro Dio.
- per sé: non riceve la vita o altre proprietà da alcuno, poteva esistere senza gli enti da lui creati, che perciò non nascono come parte di lui e non sono Dio.
- trascendente: Dio non è un ente qualunque tra gli altri enti, la differenza tra Dio e gli altri enti è una differenza quantitativa, vale a dire stesse qualità ma in un minore grado di completezza e perfezione. Gli enti creati, fra cui gli angeli e l'uomo, in infiniti gradi a lui somigliano, sono come Dio, ma non sono Dio: non hanno una parte fisica dell'essere per essenza, poiché l'essere è semplice, senza parti e indivisibile.

Questo essere (inteso da Tommaso come "Ipsum esse subsistens") ha molte proprietà in comune con l'essere della filosofia greca, così come lo definì Parmenide: uno e unico, semplice e indivisibile, infinito ed eterno, onnisciente. La differenza sostanziale però consiste nel fatto che crea gli enti, è più grande della somma di essi, e può esistere senza. Anche nell'ultima forma del pensiero greco, quello di Plotino, troviamo che l'emanazione dall'essere agli enti è un fatto eterno, ma anche necessario e reversibile, non una libera scelta dell'Assoluto, che avrebbe potuto non manifestarsi. Il concetto di creazione ("produzione dal nulla") è peraltro estraneo alla filosofia greca ed è proprio del pensiero giudaico-cristiano. Altra differenza basilare è che il Dio di Tommaso è Actus purus (Atto puro), atto di ogni altro atto e perfezione di tutte le perfezioni, vale a dire plesso di ogni perfezione che possiede tutte le qualità positive nel loro massimo grado possibile: diversamente dall'essere di Parmenide, Platone e Plotino e di Scoto, Suárez e Wolff, esso si predica secondo l'analogia dell'ente, non in maniera univoca.
Se la trascendenza nega il panteismo, la personalità di Dio nega a sua volta il deismo (che sarà proprio degli Illuministi): trascendenza ed essere per sé non significano lontananza inarrivabile. Gli uomini non nascono, ma hanno la possibilità di diventare parte integrante di Dio e, già in questa esistenza terrena, di identificare la propria vita con la vita del creatore.
In modo identico, si può dire che l'essere per san Tommaso non è solo l'essere comune o la piattaforma di tutto ciò che esiste, ma è l'esse ut actus inteso come atto puro che perfeziona ogni altra perfezione (essenza, sostanza, forma). Dio è atto puro, puro da ogni potenza, limite e imperfezione. Quando l'essere è mischiato o ricevuto in una potenza, allora è atto misto ed è ente finito. Tommaso fonda la sua concezione metafisica sul concetto di Analogia, rielaborando in maniera molto originale il pensiero aristotelico.
Nel XIX secolo la Sacra congregazione degli studi riassunse l'insegnamento di Tommaso in 24 tesi fondamentali.

### Le cinque vie per dimostrare l'esistenza di Dio
San Tommaso distinse tre forme di conoscenza umana in relazione all'ente e al suo Creatore: an sit ("se sia"), quomodo sit ("in che modo sia"), quid sit ("che cosa sia"). La conoscenza umana di Dio è possibile soltanto in merito alla Sua esistenza e ad un quomodo sit negativo, nel quale la mente umana procede ad analizzare il creato sensibile, e, per analogia e differenza, identifica tutte le qualità dell'ente che non possono essere proprie di Dio Creatore, pur essendone l'opera.
Tale percorso fu chiamato via negationis (o anche ' via remotionis) ordinata al fine di descrivere il quomodo non sit ("in che modo non sia") di Dio. Esso è effetto della grazia divina ed è possibile soltanto perché il Creatore decide liberamente di rivelarSi all'uomo, conducendolo per mano da una serie di negazioni delle qualità dell'ente colte con i cinque sensi fino a pervenire ad un'affermazione intelligibile e positiva di Lui.
L'autore delle Cinque Vie, infine, escluse che la dimostrazione razionale dell'esistenza e unicità di Dio potesse rivelare all'uomo anche la Sua vera essenza, quel qui sit che rimane un mistero accessibile soltanto alla virtù ed è ritenuto un limite esterno per il dominio possibile della ragione. La conoscenza teologica può essere soltanto indiretta, relativa agli effetti della causa prima e del fine ultimo sulla Sua creazione.
Molti pensatori cristiani hanno elaborato diversi percorsi razionali per cercare di dimostrare l'esistenza di Dio: mentre Anselmo d'Aosta, sulla scia neoplatonica di Agostino d'Ippona procedeva sia a simultaneo, cioè dal concetto stesso di Dio, da lui ritenuto id quo maius cogitari nequit (nel Proslogion, cap.2.3), sia a posteriori (nel Monologion) per dimostrare l'esistenza di Dio, l'unico modo per arrivarci, secondo Tommaso, consiste nel procedere a posteriori: partendo cioè dagli effetti, dall'esperienza sensibile, che è la prima a cadere sotto i nostri sensi, per dedurne razionalmente la sua Causa prima. Si tratta di quella che chiama demonstratio quia, cioè, appunto dagli effetti, il cui risultato è ammettere necessariamente che esista il punto d'arrivo della dimostrazione, anche se non è pienamente intelligibile, come in questo caso, ed in altri, il perché (demonstratio quid, es. i sillogismi: le premesse esprimono proprietà che sono cause della conclusione: «Ogni uomo è mortale; ogni ateniese è uomo; ogni ateniese è mortale": essere uomo e mortale è necessaria causa della mortalità di ogni ateniese)»
Sulla base di questo sfondo di pensiero Tommaso espone le sue prove dell'esistenza di Dio.
Tutte e cinque, con alcune variazioni, seguono questa struttura:
1) constatazione di un fatto in rerum natura, nell'esperienza sensibile ordinaria (movimento inteso come trasformazione; causalità efficiente subordinata; inizio e fine dell'esistenza degli esseri generabili e corruttibili, perciò materiali, contingenti nel suo vocabolario, che quindi possono essere e non essere; gradualità degli esseri nelle perfezioni trascendentali, come bontà, verità, nobiltà ed essere stesso; finalità nei processi degli esseri non intelligenti);
2) analisi metafisica di quel dato iniziale esperienziale alla luce del principio metafisico di causalità, enunciato in varie formulazioni ("Tutto ciò che si muove è mosso da un altro"; "È impossibile che una cosa sia causa efficiente di se stessa"; "Ora, è impossibile che tutte di tal natura siano state sempre, perché ciò che può non essere un tempo non esisteva"; "Ma il grado maggiore o minore si attribuiscono alle diverse cose secondo che si accostano di più o di meno a qualcosa di sommo o di assoluto"; "Ora, ciò che è privo di intelligenza non tende al fine se non perché è diretto da un essere conoscitivo e intelligente");
3) impossibilità di un regressus in infinitum inteso in senso metafisico, non quantitativo, perché ciò renderebbe inintelligibile, inspiegabile pienamente il dato di fatto di partenza esistente ("Ora, non si può in tal modo procedere all'infinito, perché altrimenti non vi sarebbe un primo motore, e di conseguenza nessun altro motore..."; "Ma procedere all'infinito nelle cause efficienti equivale ad eliminare la prima causa efficiente; e così non avremmo neppure l'effetto ultimo, né le cause intermedie..."; "Dunque non tutti gli esseri sono contingenti, ma bisogna che nella realtà ci sia qualcosa di necessario. Ora, tutto ciò che è necessario, o ha la causa della sua necessità in un altro essere oppure no. D'altra parte [in questo genere di esseri] non si può procedere all'infinito..."; questo passaggio manca, per la sua evidenza agli occhi dell'Aquinate manca nella quarta via e nella quinta via, si passa direttamente alla conclusione;
4) conclusione deduttiva strettamente razionale (senza nessuna cogenza di fede) che identifica il 'conosciuto' sotto quel determinato aspetto con quello "che tutti chiamano Dio", o espressioni simili ("Dunque è necessario arrivare ad un primo motore che non sia mosso da altri; e tutti riconoscono che esso è Dio"; "Dunque bisogna ammettere una prima causa efficiente, che tutti chiamano Dio"; "Dunque bisogna concludere all'esistenza di un essere che sia di per sé necessario e non tragga da altri la propria necessità, ma sia causa di necessità agli altri. E questo tutti dicono Dio"; "Ora ciò che è massimo in un dato genere è causa di tutti gli appartenenti a quel genere, come il fuoco, caldo al massimo, è causa di ogni calore, come dice lo stesso Aristotele. Dunque vi è qualcosa che per tutti gli enti è causa dell'essere, della bontà e di qualsiasi perfezione. E questo chiamiamo Dio"; "Vi è dunque un qualche essere intelligente, dal quale tutte le cose naturali sono ordinate ad un fine: e quest'essere chiamiamo Dio".
I cinque percorsi indicati da San Tommaso sono:
- Ex motu et mutatione rerum (tutto ciò che si muove esige un movente primo perché, come insegna Aristotele nella Metafisica: "Non si può andare all'infinito nella ricerca di un primo motore");
- Ex ordine causarum efficientium (cioè "dalla causa efficiente", intesa in senso subordinato, non in senso coordinato nel tempo. Tommaso non è, per sola ragione, in grado di escludere la durata indefinita nel tempo di un mondo creato da Dio, la cosiddetta creatio ab aeterno: ogni essere finito, partecipato, dipende nell'essere da un altro detto causa; necessità di una causa prima incausata);
- Ex rerum contingentia (cioè "dalla contingenza". Nella terminologia di Tommaso la generabilità e corruttibilità sono prese come segno evidente della possibilità di essere e non essere legata alla materialità, sinonimo, nel suo vocabolario di "contingenza", ben diverso dall'uso più comune, legato ad una terminologia avicenniana, dove "contingente" è qualsiasi realtà che non sia Dio. Tommaso, in questa argomentazione della Summa Theologiae distingue attentamente il necessario dipendente da altro (anima umana e angeli) e necessario assoluto (Dio). L'esistenza di esseri generabili e corruttibili è in sé insufficiente metafisicamente, rimanda ad esseri necessari, dapprima dipendenti da altro, quindi ad un essere assolutamente necessario);
- Ex variis gradibus perfectionis (le cose hanno diversi gradi di perfezioni, intese in senso trascendentale, come verità, bontà, nobiltà ed essere, sebbene sia usato un 'banale' esempio fisico legato al fuoco e al calore; ma solo un grado massimo di perfezione rende possibile, in quanto causa, i gradi intermedi);
- Ex rerum gubernatione (cioè "dal governo delle cose": le azioni di realtà non intelligenti nell'universo sono ordinate secondo uno scopo, quindi, non essendo in loro quest'intelligenza, ci deve essere un'intelligenza ultima che le ordina così).

Kant, pur ammettendo l'esistenza di Dio come postulato della ragion pratica, ritiene che l'esistenza di Dio sia indimostrabile da un punto di vista teoretico-speculativo: nella Dialettica trascendentale della Critica della ragion pura (1781), Kant ha contestato tali dimostrazioni, pur non prendendo in realtà in considerazione direttamente le cinque "vie" di San Tommaso, ma le prove dell'esistenza di Dio nella filosofia leibniziano-wollfiana. La critica kantiana si rivolge infatti alla: 1) prova ontologica; 2) prova cosmologica e 3) prova fisico-teologica. Se per quanto riguarda almeno nelle conclusioni sia S. Tommaso, sia Kant sono concordi nel rifiutare la prova ontologica, per quanto riguarda la prova cosmologica e quella fisico-teologica, Kant critica queste due prove (a cui si possono ridurre le cinque "vie tomistiche), in quanto sarebbero legate ad un'estensione indebita dell'uso della ragione (nel suo uso teoretico-speculativo), i cui concetti razionali, cioè le idee, sono vuote. Solo l'intuizione empirica infatti potrebbe ovviare a ciò: per questo motivo l'idea di Dio è assolutamente non verificabile tramite la ragione, superando i limiti dell'esperienza possibile.

### Processo conoscitivo
Tommaso affermava che la filosofia muove sempre dalle cose create verso Dio, inteso come loro fine ultimo, vale a dire dall'universo immanente, sensibile e corporeo nella direzione dell'universo trascendente, intellegibile (invisibile) e incorporeo. La teologia compie invece il percorso inverso, di tipo discendente, e parte da Dio per pervenire alle creature a Lui ordinate. Inoltre, la teologia si differenzia dalla filosofia perché non si può ridurre alla sola ragione naturale, ma include tutta la Tradizione dei Padri e dei Concili.
Secondo Bonaventura, la teologia inizia laddove la filosofia finisce nel mistero e non può più progredire. Secondo Tommaso, crescono insieme in un circolo ermeneutico fede-ragione nel quale la filosofia si serve di tutte le altre scienze per porsi al servizio della teologia. Bonaventura rimproverò scherzosamente a Tommaso di aver contaminato il vino puro della fede con l'acqua della ragione e Tommaso gli rispose che anche nel miracolo delle nozze di Cana l'acqua fu trasformata in vino.
Nella Summa Theologiae (I, IV, inizio del capitolo) Tommaso distingue fra verità rivelate (revelatum) e verità rivelabili (revelabile): mentre le prime sono precluse alla ragione e si possono acquisire soltanto mediante una Rivelazione divina, le seconde possono invece essere dimostrate dalla ragione naturale. Ad esempio, l'esistenza e l'unicità di Dio sono delle verità rivelabili, mentre la SS. Trinità e l'Incarnazione di Cristo sono verità rivelate.
Con sant'Agostino condivise l'idea che la conoscenza progredisse anche tramite l'illuminazione divina. Rispetto all'agostiniano Bonaventura da Bagnoregio differì circa il fine ultimo della vita umana: se per Tommaso era vedere Dio, per Bonaventura esso era amare Dio. Purtuttavia, entrambi erano concordi nell'affermare la perfetta identità fra vero e bene, oggetto dei rispettivi fini ultimi.
Agostino sostenne che la sorgente del sapere e dell'essere è la stessa, Dio Creatore dell'universo, e che quindi i due piani dell'essere e del sapere non possono cadere in contraddizione l'uno con l'altro. Analogamente, San Tommaso aggiunse che il corpo umano deve poter essere capace di conoscere il creato mediante la sua mente e i suoi sensi, poiché l'uomo non soltanto è una creatura di Dio, ma più di ogni altro vivente è l'unico creato a immagine e somiglianza della mente e del Suo corpo umano-divino di Dio Padre e di Gesù, Suo Figlio. Tommaso aggiunse che i due piani dell'essere e del sapere sono tra loro comunicanti: infatti, le Cinque Vie dimostrarono che dall'essere della natura corporea è possibile giungere a conoscere e dimostrare la possibilità, la realtà e la necessità dell'esistenza e dell'unicità di Dio.
Prima ancora di questo, mediante ogni conoscenza (anche scientifica) del creato, Tommaso riuscì a raggiungere il dono e il raro privilegio della visione del Corpo del Cristo risorto e del dialogo personale con Lui, il giorno della ricorrenza di San Nicola, poco tempo prima di completare la Summa theologica e di morire.
Ciò non significa che Tommaso disconoscesse il pensiero di sant'Agostino, che è invece citato a più riprese nella Summa Theologica', e che fu dichiarato Dottore della Chiesa nel 1298, dopo la morte dell'Aquinate.
La conoscenza degli universali però appartiene solo alle intelligenze angeliche; noi, invece, conosciamo gli universali post-rem, ossia li ricaviamo dalla realtà sensibile. Soltanto Dio conosce ante rem.
La conoscenza è, quindi, un processo di adeguamento dell'anima o dell'intelletto e della cosa, secondo una formula che dà ragione del sofisticato aristotelismo di Tommaso:
(Tommaso d'Aquino)

### La creazione secondo Tommaso
Tommaso spiega che l'uomo può stabilire a partire dalla ragione il rapporto creaturale di dipendenza dell'universo da Dio ovvero la creatio ex nihilo intesa come totale dipendenza dell'essere creato, anche quello sostanziale, dall'Essere divino. Ciò che la sola ragione non può stabilire è se il mondo è eterno o se è stato creato nel tempo ovvero se ha un cominciamento. La verità della seconda alternativa (la creazione con un inizio temporale) può essere conosciuta, secondo Tommaso, solamente per fede a partire dalla rivelazione divina. Dio, creando l'uomo, fornisce l'esistenza all'uomo secondo una dinamica simile a quella di atto e potenza, e lo rende quindi ente reale, fornito di esistenza (che è propriamente definita da Tommaso actus essendi) oltre che di essenza. Soltanto in Dio, atto puro, essenza ed esistenza coincidono. Il rapporto tra Dio (necessario) e la creatura (contingente) è analogico in un solo senso: le creature sono simili a Dio. Il rapporto è di somiglianza non univoca né equivoca. Secondo Tommaso tutti gli enti sono buoni, poiché somigliano a Dio: "bonum" è uno dei tre trascendenti (o trascendentali), ovvero di caratteri applicabili a ogni ente e perciò trascendenti le categorie di Aristotele. Gli altri due sono "unum" e "verum".
Nelle opere di Tommaso l'universo (o cosmo) ha una struttura rigorosamente gerarchica: posto al vertice da Dio che viene posto come al di là del mondo, lo governa da solo
al di sopra di tutte le cose e gli enti; al di sotto di Dio troviamo gli angeli (forme pure e immateriali), ai quali Tommaso attribuisce la definizione di intelligenze motrici dei cieli anch'esse ordinate gerarchicamente tra di loro; poi un gradino più in basso troviamo l'uomo, posto al confine tra il mondo delle sostanze spirituali e il regno della corporeità, in ogni uomo infatti si ha l'unione del corpo (elemento materiale) con l'anima intellettiva (ovvero la forma, che secondo Tommaso costituisce l'ultimo grado delle intelligenze angeliche): l'uomo è l'unico ente che fa parte sia del mondo fisico, sia del mondo spirituale.
Tommaso crede che la conoscenza umana cominci con i sensi: l'uomo, non avendo il grado di intelligenza degli angeli, non è in grado di apprendere direttamente gli intelligibili, ma può apprendere solamente attribuendo alle cose una forma e quindi solamente grazie all'esperienza sensibile.
Un'altra facoltà necessaria che caratterizza l'uomo è la sua tendenza a realizzare pienamente la propria natura ovvero compiere ciò per cui è stato creato. Ciascun uomo infatti corrisponde all'idea divina su cui è modellato, di cui l'uomo è consapevole e razionale, conscio delle proprie finalità, alle quali si dirige volontariamente avvalendosi dell'uso dell'intelletto: l'uomo prende le proprie decisioni sulla base di un ragionamento pratico, attraverso il quale tra due beni sceglie sempre quello più consono al raggiungimento del suo fine. Nel fare ciò segue la Legge naturale, che è scritta nel cuore dell'uomo. La legge naturale, che è un riflesso della Legge eterna, deve essere il fondamento della Legge positiva, cioè l'insieme delle norme che gli uomini stabiliscono storicamente in un dato tempo ed in un dato luogo.
Al di sotto dell'uomo troviamo, gli animali, le piante e le varie molteplicità degli elementi della materia.

### Concezione della donna

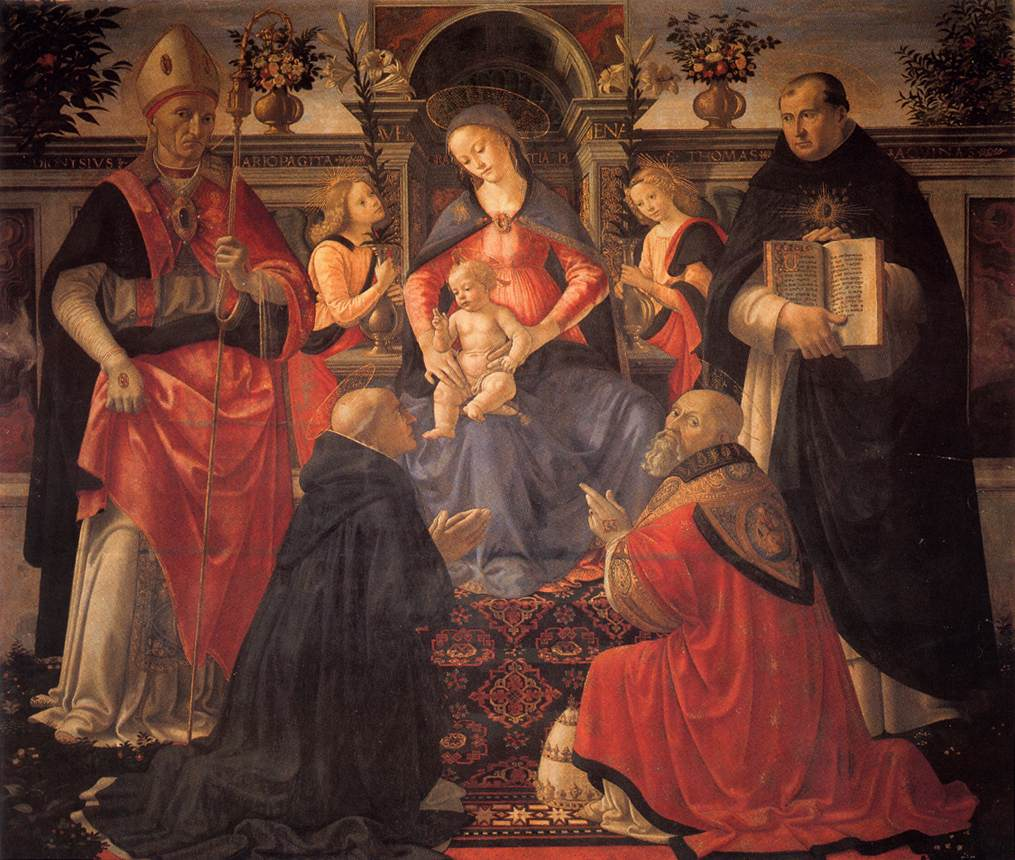
Sacra conversazione di Monticelli (Ghirlandaio, XV secolo)

Tommaso riprende e cita, nella prima parte della Summa theologiae, alle questioni 92 e 99, l'affermazione di Aristotele (De generatione et corruptione 2,3) per cui la donna sarebbe un uomo mancato (mas occasionatus). L'aquinate afferma che "rispetto alla natura particolare la femmina è un essere difettoso e manchevole" (I, 92, 1):

Ma aggiunge: 
(Somma teologica, I, 92, 1, ad 1)
(Somma teologica, I, 99, 2, ad 1.)
In questo modo la tradizionale misoginia greca viene ribaltata: dal punto di vista dell'anima, della dignità davanti a Dio, la donna non è diversa dall'uomo, come è ben chiaro già in Genesi ("Maschio e femmina Dio li creò").

### Mariologia
Tommaso d'Aquino rappresenta la massima vetta del pensiero mariologico medievale.
Come era tipico della teologia del XIII secolo, la mariologia anche in san Tommaso d'Aquino non era ancora una scienza sistematica autonoma, bensì un tema della trattazione del Verbo incarnato. Essa si rinviene in III Sent., dd. 3-5; Summa contra Gentiles, IV, cc. 45-49; Compendium Theologiae, I, cc. 222-225; Summa Theologiae', III, qq. 27-35; commento al Vangelo di Matteo (c. 1) e Marco (c. 1, lect. 1) e nei commenti alle lettere di san Paolo.
Nel suo commento all'Ave Maria, Tommaso scrisse che ella "salì al cielo con il suo corpo", anticipando il dogma dell'Assunzione. Riprendendo l'appellativo di Alberto Magno, la definì "nobile triclinio dell'intera Trinità". Nel commento al Salmo 17, arrivò ad affermare che "la beata Vergine è via che conduce a Cristo" (via Christi est virgo beata).
La sua devozione mariana si manifestò anche nel quotidiano. Nell'Ordine dei Predicatori prendevano parte alla compieta anche in servizi o ministeri esterni (come i maestri in teologia): al termine di questo momento liturgico aveva luogo una processione scandita dal canto della Salve Regina.

### Immacolata Concezione
In merito all'Immacolata Concezione, quando era all'inizio della sua carriera di insegnante a Parigi, scrisse:
(In Ium. Sent., dist. 44, q. 1, a. 3, ad 3)
Alcuni teologi sostenevano però che Maria era indipendente dagli infiniti meriti di salvezza e dalla Redenzione universale di Cristo. Per non sminuire il ruolo dell'Unigenito, Tommaso addolcì la sua posizione, insistendo sul ruolo del Redentore (S. Th., III, q. 27, a. 2, ad 2): "Maria fu concepita nel peccato originale" (contraxit peccatum). La Vergine necessitava della Redenzione preventiva o preservativa dal debito della colpa originale che si trasmette col corpo: ella infatti fu concepita per normale via generativa o sessuale e non per opera dello Spirito Santo Dio come il figlio.
Inoltre, al suo tempo, si credesse che l'anima fosse creata da Dio dal nulla e infusa nel corpo dai 40 agli 80 giorni dopo il concepimento, rendendolo una persona: Aristotele insegnava che prima avesse un'anima vegetativa, poi animale e solo all'ultimo razionale.
Fino al 1271, l'Aquinate non esplicitò la tesi secondo cui il corpo di Maria fu strumento di trasmissione del peccato originale fino al tempo dell'infusione divina dell'anima razionale nella carne (40-80 giorni dopo il concepimento materno), mentre quest'ultima fu preservata e non contrasse mai tale debito di colpa fin dal primo istante della sua unione col corpo. Tommaso disse che la santificazione avvenne subito dopo l'animazione (Quodlibet., VI, a. 7), senza sapere in quale preciso istante S.bTh., III, q. 27, a. 2, ad 3): quo tempore santificata fuerit, ignoratur).

## Importanza ed eredità

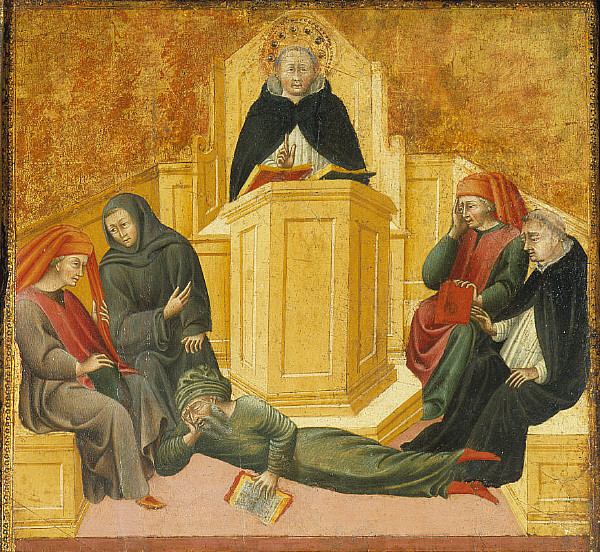
Tommaso disputa con Averroè

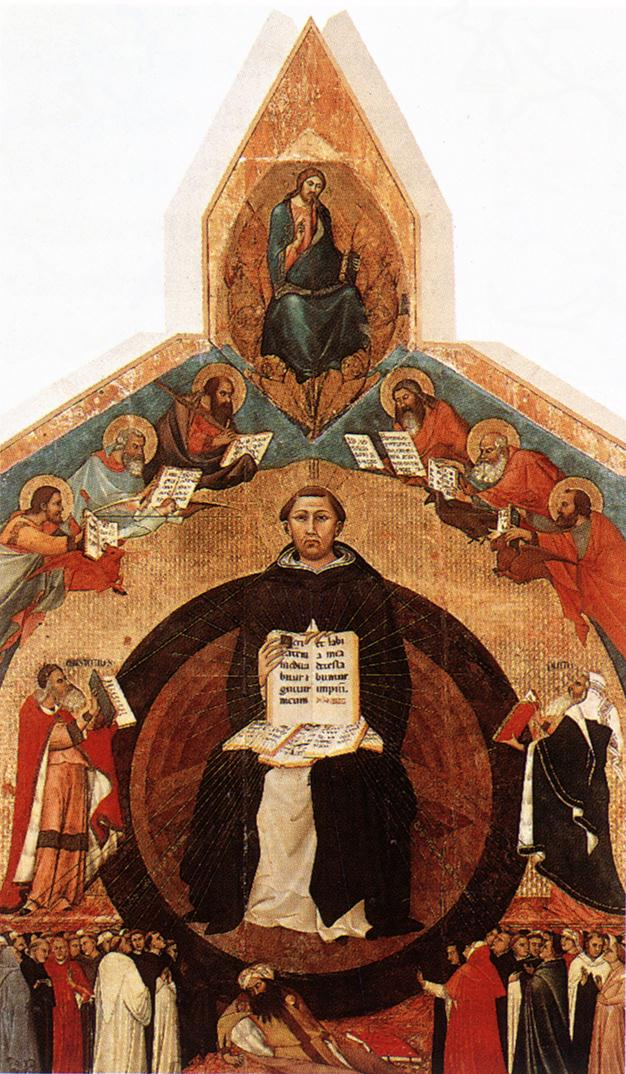
Trionfo di san Tommaso, di Lippo Memmi

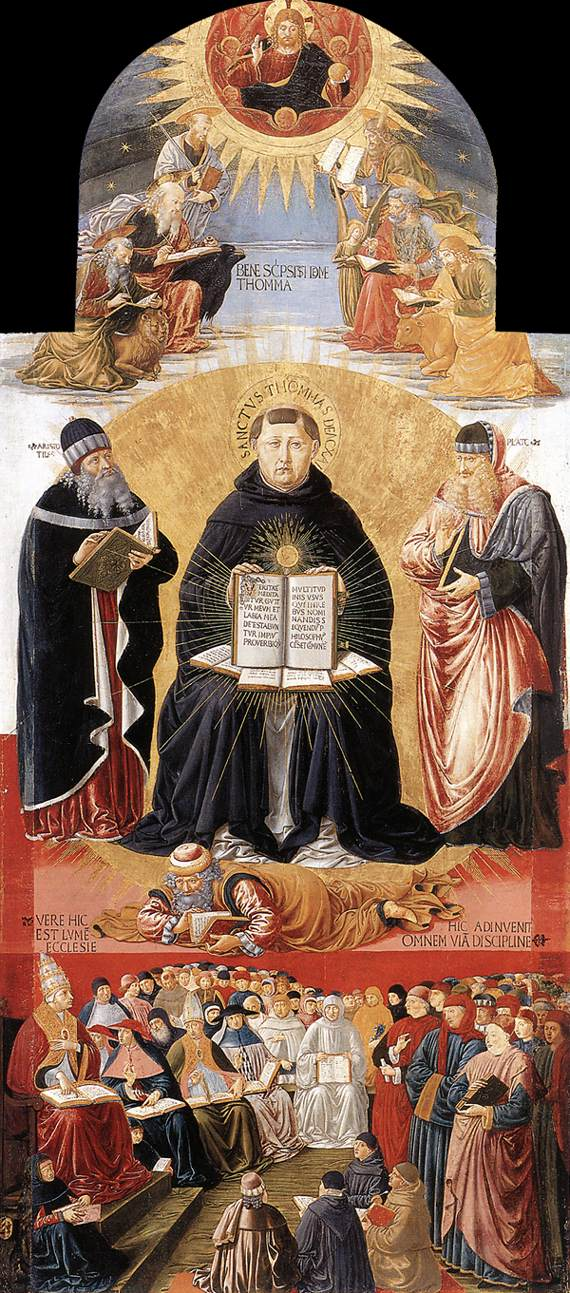
Trionfo di san Tommaso, di Benozzo Gozzoli

San Tommaso fu uno dei pensatori più eminenti della filosofia Scolastica, che verso la metà del XIII secolo aveva raggiunto il suo apice.
Egli indirizzò diversi aspetti della filosofia del tempo: la questione del rapporto tra fede e ragione, le tesi sull'anima (in contrapposizione ad Averroè), le questioni sull'autorità della religione e della teologia, che subordina ogni campo della conoscenza.
Tali punti fermi del suo pensiero furono difesi da diversi suoi seguaci successivi, tra i quali Reginaldo da Piperno, Tolomeo da Lucca, Giovanni di Napoli, il domenicano francese Giovanni Capreolus e Antonino di Firenze.
Infine però, con la lenta dissoluzione della Scolastica, si ebbe parallelamente anche la dissoluzione del Tomismo, col conseguente prevalere di un indirizzo di pensiero nominalista nel successivo sviluppo della filosofia, e una progressiva sfiducia nelle possibilità metafisiche della ragione, che indurrà Lutero a giudicare quest'ultima «cieca, sorda, stolta, empia e sacrilega».
Oggigiorno il pensiero di Tommaso d'Aquino trova ampio consenso anche in ambienti non cattolici (studiosi protestanti statunitensi, ad esempio) e perfino non cristiani, grazie al suo metodo di lavoro, fortemente razionale e aperto a fonti e contributi di ogni genere: la sua indagine intellettuale procede dalla Bibbia agli autori pagani, dagli ebrei ai musulmani, senza alcun pregiudizio, ma tenendo sempre il suo centro nella Rivelazione cristiana, alla quale ogni cultura, dottrina o autore antico faceva capo.
Il suo operato culmina nella Summa Theologiae (cioè "Il complesso di teologia"), in cui tratta in maniera sistematica il rapporto fede-ragione e altre grandi questioni teologiche.
Agostino vedeva il rapporto fede-ragione come un circolo ermeneutico (dal greco ermeneuo, cioè "interpreto") in cui credo ut intelligam et intelligo ut credam (ossia "credo per comprendere e comprendo per credere"). Tommaso porta la fede su un piano superiore alla ragione, affermando che dove la ragione e la filosofia non possono proseguire inizia il campo della fede e il lavoro della teologia. Dunque, fede e ragione sono certamente in circolo ermeneutico e crescono insieme sia in filosofia che in teologia. Mentre però la filosofia parte da dati dell'esperienza sensibile o razionale, la teologia inizia il circolo con i dati della fede, su cui ragiona per credere con maggiore consapevolezza ai misteri rivelati. La ragione, ammettendo di non poterli dimostrare, riconosce che essi, pur essendo al di sopra di sé, non sono mai assurdi o contro la ragione stessa: fede e ragione, sono entrambe dono di Dio e non possono contraddirsi. Questa posizione esalta ovviamente la ricerca umana: ogni verità che io posso scoprire non minaccerà mai la Rivelazione anzi, rafforzerà la mia conoscenza complessiva dell'opera di Dio e della Parola di Cristo. Si vede qui un esempio tipico della fiducia che nel Medioevo si riponeva nella ragione umana. Nel XIV secolo queste certezze andranno in crisi, coinvolgendo l'intero impianto culturale del periodo precedente.
La teologia, in ambito puramente speculativo, rispetto alla tradizione classica, era considerata una forma inferiore di sapere, poiché usava in prestito gli strumenti della filosofia, ma Tommaso fa notare, citando Aristotele, che anche la filosofia non può dimostrare tutto, perché sarebbe un processo all'infinito. Egli distingue due tipi di scienze: quelle che esaminano i propri principi e quelle che ricevono i principi da altre scienze. L'ideale, per uno spirito concreto come Tommaso, sarebbe superare la fede e raggiungere la conoscenza ma, sui misteri fondamentali della Rivelazione, questo non è possibile nella vita terrena del corpo. Avverrà nella vita eterna dello spirito e poi della carne.
La filosofia è dunque ancilla theologiae (ancella della teologia) e regina scientiarum (regina delle scienze), subordinata alla teologia e prima fra i saperi delle scienze. Il primato del sapere teologico non è nel metodo, ma nei contenuti divini che affronta, per i quali è sacrificabile anche la necessità filosofica.
Il punto di discrimine fra filosofia e teologia è la dimostrazione dell'esistenza di Dio; dei due misteri fondamentali della Fede (Trinitario e Cristologico), la ragione può dimostrare solamente il primo, l'esistenza di Dio, mentre non può dimostrare che questo Dio è necessariamente Trinitario. Ciò non è un paradosso razionale, perché da una premessa falsa non possono che derivare nel sillogismo conseguenze false, è più semplicemente qualcosa che la ragione non può spiegare: un Dio Uno e Trino. Il maggior servizio che la ragione può fare alla fede è che non è possibile nemmeno dimostrare il contrario, che Dio non è Trinitario, che la negazione non dimostrabile della Trinità a sua volta porti a delle conseguenze paradossali e contraddittorie, laddove invece la Sua affermazione per fede è feconda di verità e conseguenze non contraddittorie. La ragione non può entrare nella parte storica dei misteri religiosi, può mostrare solo prove storiche che tal "profeta" è esistito, ma non che era Dio, e il senso della Sua missione, che è appunto un dato, un fatto a cui si può credere o meno.
Il primato della teologia verrà fortemente discusso nei secoli successivi, ma sarà anche lo studio praticato da tutti i filosofi cristiani nel Medioevo e oltre, tant'è che Pascal fece la sua famosa "scommessa" ancora nel XVII secolo. La teologia era questione sentita dal popolo nelle sacre rappresentazioni, era il mondo dei medioevali e degli zelanti studenti che attraversavano a piedi le paludi di Francia per ascoltare le lectiones dell'Aquinate nella prestigiosa Università della Sorbonne di Parigi, incontrandosi da tutta Europa .
Gli storici della filosofia richiamano l'attenzione anche sulla prevalenza dell'intelletto rispetto ad una prevalenza della volontà nella vita intellettuale/spirituale dell'uomo. La prima è seguita da San Tommaso e dalla sua scuola, mentre l'altra è propria di San Bonaventura e della scuola francescana. Per Tommaso il fine supremo è "vedere Dio", mentre per Bonaventura fine ultimo dell'uomo è "amare Dio". Quindi per Tommaso la categoria più alta è "il vero", mentre per Bonaventura è "il bene". Per ambedue però, "il vero" è anche "il bene", e "il bene" è anche "il vero".
Il pensiero di Tommaso ebbe influenza anche su autori non cristiani, a cominciare dal famoso pensatore ebreo Hillel da Verona.
A partire dal secondo Novecento poi il suo pensiero viene ripreso nel dibattito etico da autori cattolici e non, quali Gertrude Elizabeth Margaret Anscombe, Alasdair MacIntyre, Philippa Ruth Foot, Étienne Gilson (per gli studi universitari sulla filosofia di Tommaso),
Jacques Maritain, Marie-Dominique Chenu e Jean-Pierre Torrell per la contestualizzazione nell'ambito della Scolastica
(con il contributo dei domenicani al Bulletin thomiste), Jean Daujat (fondatore del Centre d'études religieuses) e il domenicano Joseph Maréchal (fondatore della corrente nota come tomismo trascendentale, che provò a riconciliare Tommaso con l'eredità di Kant).

## Culto

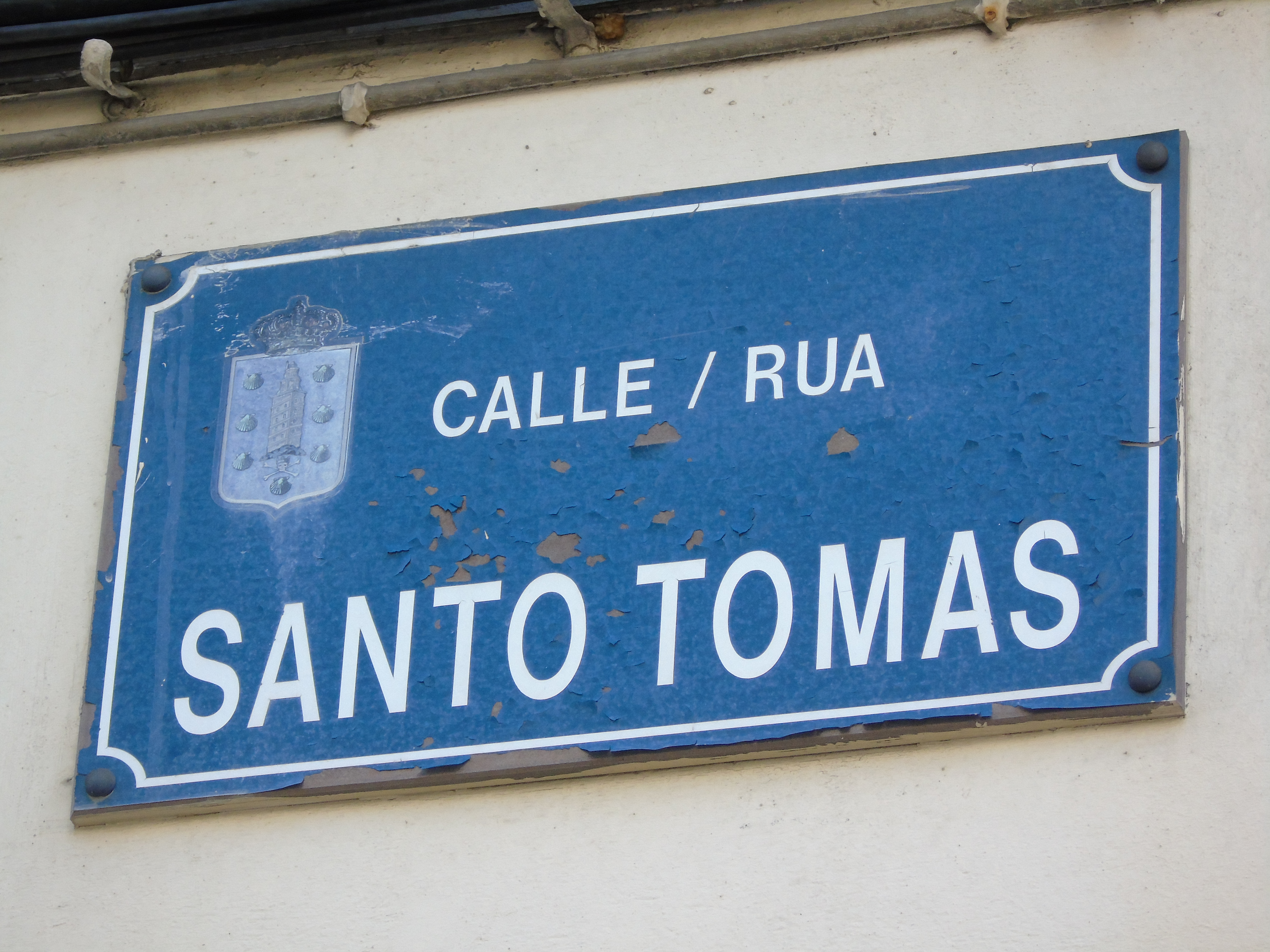
Via Tommaso d'Aquino in La Coruña, (Galizia), (Spagna).

Fu canonizzato nel 1323 da papa Giovanni XXII. La sua memoria viene celebrata dalla Chiesa cattolica il 28 gennaio, data della traslazione della reliquie ; chi celebra la messa tridentina lo ricorda il 7 marzo. La Chiesa luterana lo ricorda l'8 marzo.
Nella Chiesa cattolica, la festa al 7 marzo è prevista dal martirologio romano dei Santi solo per Sora, Aquino e Pontecorvo , Fossanova e Priverno poiché in questo giorno è avvenuta la morte di Tommaso nell'abbazia.
San Tommaso d'Aquino è patrono dei teologi, degli accademici, dei librai e degli studenti. È patrono della città e della diocesi privernate e della Città e della diocesi aquinate.
L'11 aprile 1567 papa Pio V lo dichiarò dottore della Chiesa con la bolla Mirabilis Deus. Pio V elevò la sua ricorrenza al rango di quella di altri quattro Padri della Chiesa latina: Sant'Ambrogio, sant'Agostino d'Ippona, san Girolamo e san Gregorio. Durante il Concilio di Trento ebbe l'onore che la sua Summa Theologiae fosse esposta sull'altare insieme alla Bibbia e agli altri decretali.
Il 4 agosto 1880, con la bolla Cum hoc sit, Tommaso fu dichiarato patrono di tutte le istituzioni educative cattoliche. Il 1º settembre 1910 Pio X indirizzò la lettera Sacrorum Antistitum, a tutti i vescovi e maestri degli ordini religiosi, con la quale disponeva che la filosofia scolastica di San Tommaso fosse "stabilita come fondamento degli studi sacri" dei giovani chierici. Il 29 giugno 1914 un motu proprio di san Pio X chiese ai professori di filosofia cattolici di insegnare i principi del tomismo nelle scuole e nelle università; inoltre, ordinò che i professori di sacra teologia nelle scuole, licei, seminari, università e istituti che conferivano i gradi accademici e il dottorato in tale scienza, adottassero la Summa Theologica come libro di testo e la spiegassero in lingua latina. Nello stesso anno, la Congregazione romana dei Seminari e delle Università promulgò una lista di 24 tesi sul tomismo considerate come normæ directivæ tutæ.
L'enciclica Aeterni Patris di papa Leone XIII ricordò san Tommaso come il più illustre esponente della Scolastica. Inoltre, citando papa Sisto V, affermò che Tommaso e Bonaventura, docenti a Parigi, furono i due principali esponenti e ordinatori della teologia scolastica. Sempre nel 1879 Leone XIII istituì la Pontificia accademia di San Tommaso d'Aquino, mettendo in pratico le raccomandazioni della Aeterni Patris.
In quanto giovani sacerdoti, sia Achille Ratti (futuro Papa Pio XI) nel 1882 che Giovanni Battista Montini (futuro Papa Paolo VI) nel 1922 ottennero il dottorato in filosofia tomistica presso la Pontificia Accademia di San Tommaso d'Aquino.
Gli statuti dei Benedettini, degli Carmelitani, degli Agostiniani, della Compagnia di Gesù disposero l'obbligatorietà dello studio e della messa in pratica delle dottrine di Tommaso, del quale l'enciclica affermò:
(Enciclica Aeterni Patris)
San Pio X fu il papa più tomista del XX secolo e dedicò a Tommaso il motu proprio Doctoris Angelici (1914) in cui disponeva l'adozione della Summa Theologica di san Tommaso per l'insegnamento della teologia.
Il 29 giugno 1923, nel VI centenario della canonizzazione, papa Pio XI gli dedicò l'enciclica Studiorum Ducem.
Il Concilio Vaticano II, con il decreto Optatam Totius (sulla formazione dei preti, al n. 16), propose un'interpretazione autentica sull'insegnamento dei papi in materia di tomismo, richiedendo che la formazione teologica dei preti fosse fatta con Tommaso d'Aquino come maestro.
Nel 1974, a 700 anni dalla morte del santo, Paolo VI scrisse la lettera Lumen ecclesiae che invitava i Domenicani a ritornare alla fonte e a riscoprire la vera dottrina di Tommaso.

Papa Giovanni Paolo II nell'enciclica Fides et ratio lo definì «maestro di pensiero e modello del retto modo di fare teologia» (n. 43). Lo ricordò anche in occasione del discorso al Pontificio ateneo "Angelicum" (1979) e del congresso internazionale della Società Tommaso d'Aquino (1986)., nonché in una lettera al generale dei Domenicani.
Con circa 70 citazioni, soprattutto in materia di liturgia, san Tommaso d'Aquino è una delle fonti più citate dalla prima edizione del Catechismo della Chiesa cattolica. La sua figura di eminente giurista è anche richiamata nel Codice di diritto canonico del 1983. Il precedente Codice Piano Benedettino addirittura prescriveva:
(Can. 1366, par. 2., citato nella Studiorum Ducem)
Il 12 febbraio 2007 papa Benedetto XVI tenne un discorso alla Pontificia Università Gregoriana nel quale richiamò la portata universale dalla dottrina tomista della legge morale naturale e la sua valenza filosofica primaché teologica.
Il 2023 diede avvio a un triennio di celebrazioni nell'Abbazia di Fossanova: settecentenario dalla canonizzazione, 750 anni dalla morte (nel 2024) e ottavo centenario dalla nascita (nel 2025).

## Critiche
Il filosofo Bertrand Russell criticò san Tommaso con le seguenti parole:
(Bertrand Russell, Storia della filosofia occidentale, 1967)
Questa critica è illustrata con il seguente esempio: secondo Russell, Tommaso sostiene l'indissolubilità del matrimonio «perché il padre è utile nell'educazione dei figli, (a) perché è più razionale della madre, (b) perché, essendo più forte, è più capace di infliggere punizioni fisiche». Anche se gli approcci moderni all'educazione non supportano più queste opinioni, «nessun seguace di San Tommaso, per questo motivo, cesserebbe di credere nella monogamia permanente, perché i veri motivi di fede non sono quelli che vengono presunti». 
Si potrebbe obiettare che la trattazione del matrimonio è nel volume dei supplementi alla Summa Theologiae, volume che non fu scritto da Tommaso. Inoltre, come dimostrato dalla condanna del 1277 nei confronti di tesi riconducibili a Tommaso (condanna revocata il 18 gennaio 1323), l'introduzione di argomenti e concetti dal deista e non cristiano Aristotele e dal musulmano Averroè furono controversi all'interno della Chiesa Cattolica di quel periodo.

Anthony Kenny rispose che: 
(Anthony Kenny, Aquinas on Mind)

## Nelle arti
Secondo Alfredo Cattabiani:

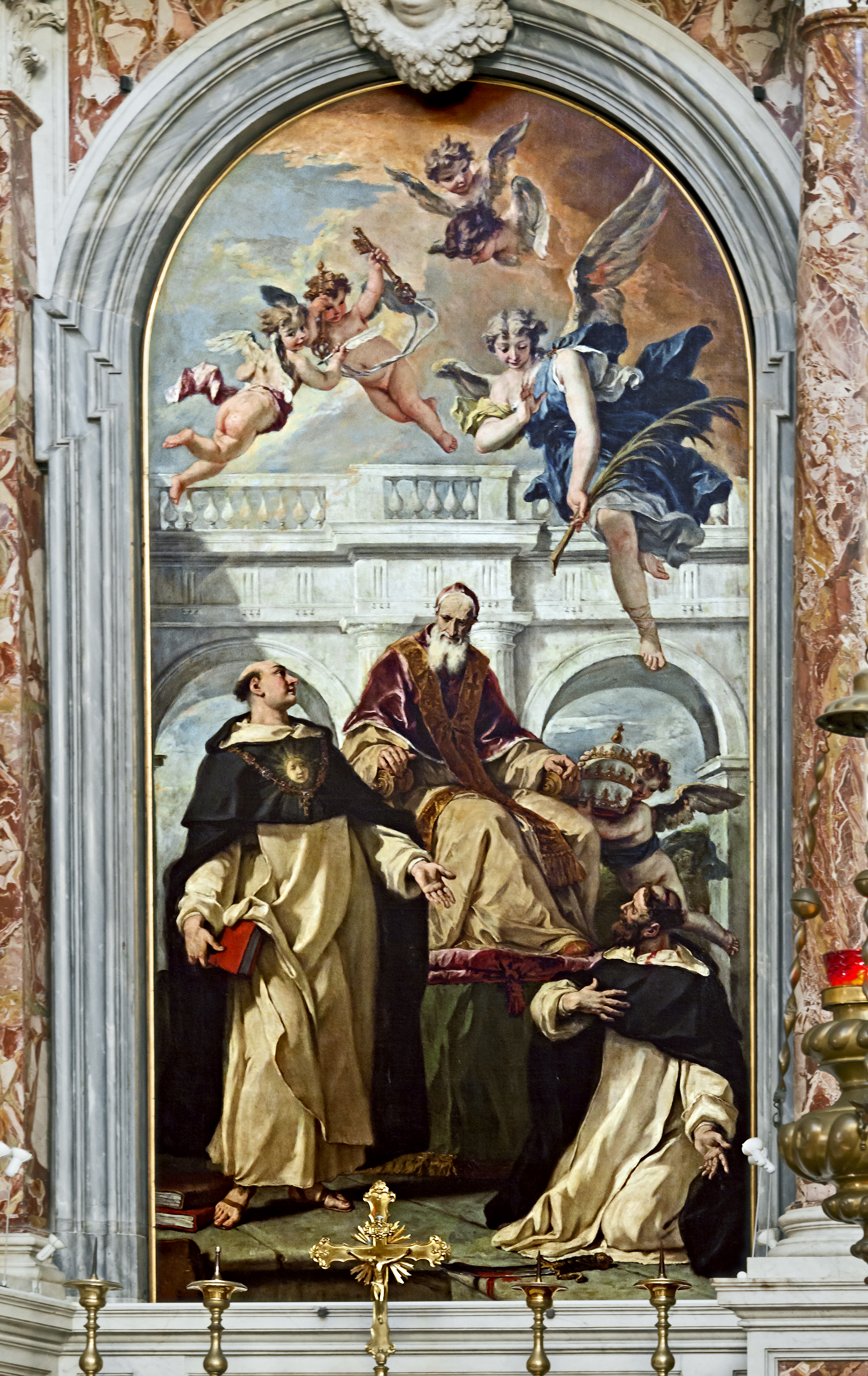
Papa Pio V, san Pietro da Verona martire e san Tommaso d'Aquino (Sebastiano Ricci, Chiesa dei Gesuati in Venezia, 1732-1733).

Tommaso d'Aquino è spesso raffigurato con l'abito domenicano e una cintola nera che rimanda alle sue preghiere a Dio per essere mantenuto in perpetua verginità. Il calice rinvia alla sua dottrina della transustanziazione eucaristica.
Nel XVII secolo Marc-Antoine Charpentier compose 5 mottetti su testi di san Tommaso che erano stati composti per la Festa del Santissimo Sacramento. I brani sono catalogati come H 61, H 62, H 64, H 68, H 58.

## Opere di San Tommaso
La prima edizione dell'opera omnia di Tommaso, la cosiddetta editio Plana (dal nome di papa san Pio V che ne commissionò la realizzazione), fu prodotta nel 1570 presso lo studium del convento romano di Santa Maria sopra Minerva, sede della futura Pontificia università "San Tommaso d'Aquino", Angelicum.
L'editio Plana fu ampliata e ristampata a Parma in 25 volumi dal 1862 al 1873. Fu quindi ristampata a Parigi in 34 volumi dal 1871 al 1880 e dal 1889 al 1890, a cura delle Edizioni Vivès.
L'edizione critica delle opere di san Tommaso, tuttora in essere, è quella commissionata da papa Leone XIII, la cosiddetta Edizione Leonina. La Summa Theologiae fu pubblicata in 9 volumi dal 1888 al 1906. La Summa contra Gentiles fu edita in tre volumi dal 1918 al 1930. Ad oggi la maggior parte delle opere di san Tommaso risulta essere pubblicata.
L'abate Migne pubblicò un'edizione della Summa Theologiae in quattro volumi come appendice al Patrologiae Cursus Completus (edizioni inglesi: Joseph Rickaby nel 1872; J.M. Ashley nel 1888).
La prima trascrizione degli scritti tomistici (Index Tomisticus) con mezzi meccanici ed elettronici fu realizzata negli anni '50-'60 al Centro Automazione Analisi Linguistica dell'Aloysianum di Gallarate, dove furono elaborate le prime liste di frequenza dei termini in esse utilizzati.
Le edizioni elettroniche di gran parte dell'Edizione Leonina sono mantenute a cura del sito corpustomisticum.org di Enrique Alarcón (Università di Navarra) e del sito Documenta Catholica Omnia.

### Sintesi teologiche
Scriptum super libros Sententiarum

Summa contra Gentiles

Summa Theologiae

### Questioni disputate
Quaestiones disputatae de Veritate

Quaestiones disputatae De potentia

Quaestio disputata De anima

Quaestio disputata De spiritualibus creaturis

Quaestiones disputatae De malo

Quaestiones disputatae De uirtutibus

Quaestio disputata De unione uerbi incarnati

Quaestiones de Quodlibet I-XII

### Commenti biblici
Expositio super Isaiam ad litteram

Super Ieremiam et Threnos

Principium “Rigans montes de superioribus” et “Hic est liber mandatorum Dei”

Expositio super Iob ad litteram

Glossa continua super Evangelia (Catena aurea)

Lectura super Mattheum

Lectura super Ioannem

Expositio et Lectura super Epistolas Pauli Apostoli

Postilla super Psalmos

### Commenti ad Aristotele

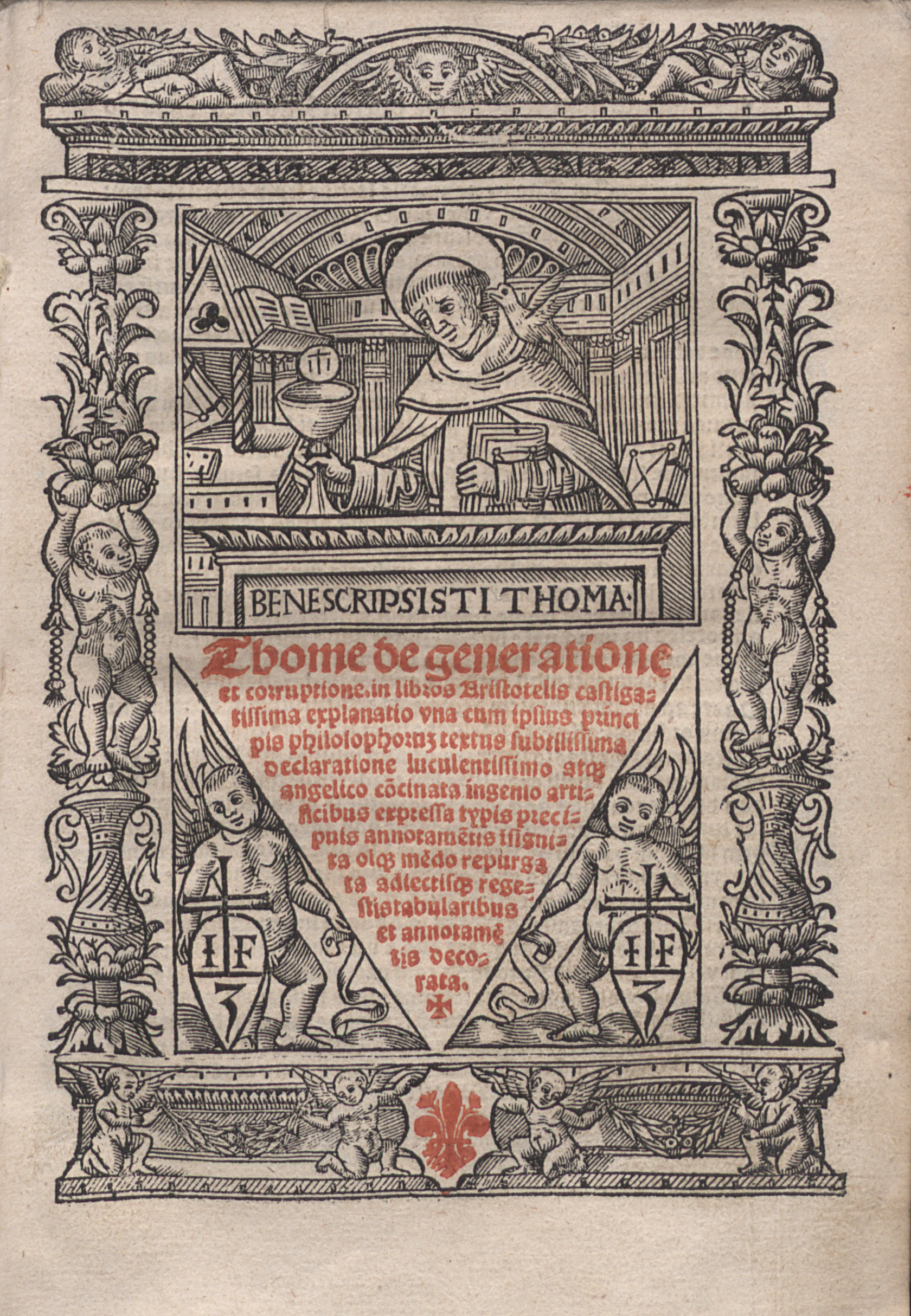
Super libros de generatione et corruptione

Sententia Libri De anima

Sententia Libri De sensu et sensato

Sententia super Physicam

Sententia super Meteora

Expositio Libri Peryermenias

Expositio Libri Posteriorum

Sententia Libri Ethicorum

Tabula Libri Ethicorum

Sententia Libri Politicorum

Sententia super Metaphysicam

Sententia super Librum De caelo et mundo

### Altri commenti
Super Boetium De Trinitate

Expositio Libri Boetii De ebdomadibus

Super Librum Dionysii De divinis nomibus

Super Librum De Causis

### Scritti polemici
Contra impugnantes Dei cultum et religionem

De perfectione spiritualis vitae

Contra doctrinam retrahentium a religione

De unitate intellectus contra Avveroistas

De aeternitate mundi

### Trattati
De ente et essentia

De principiis naturae

Compendium theologiae seu brevis compilatio theologiae ad fratrem Raynaldum

De regno ad regem Cypri

De substantiis separatis

### Lettere e pareri
De emptione et venditione ad tempus

Contra errores Graecorum

De rationibus fidei ad Cantorem Antiochenum

Expositio super primam et secundam Decretalem ad Archidiaconum Tudertinum

De articulis fidei et ecclesiae sacramentis ad archiepiscopum Panormitanum

Responsio ad magistrum Ioannem de Vercellis de 108 articulis

De forma absolutionis

De secreto

Liber De sortibus ad dominum Iacobum de Tonengo

Responsiones ad lectorem Venetum de 30 et 36 articulis

Responsio ad magistrum Ioannem de Vercellis de 43 articulis

Responsio ad lectorem Bisuntinum de 6 articulis

Epistola ad ducissam Brabantiae

De mixtione elementorum ad magistrum Philippum de Castro Caeli

De motu cordis ad magistrum Philippum de Castro Caeli

De operationibus occultis naturae ad quendam militem ultramontanum

De iudiciis astrorum

Epistola ad Bernardum abbatem casinensem

### Opere liturgiche, prediche, preghiere
Officium de festo Corporis Christi ad mandatum Urbani Papae

Inno Adoro te devote

Collationes in decem precepta

Collationes in orationem dominicam

in Symbolum Apostolorum

in salutationem angelicam

## Traduzioni italiane
- Oltre Babele. La Sentenza di Tommaso d'Aquino sulla "Politica" di Aristotele. Traduzione e testo latino a fronte, Ed. IF Press, Roma 2022.. (È tradotto anche il testo dell'Aristotele latino).
- Lo specchio dell'anima, La sentenza di Tommaso d'Aquino sul "De anima" di Aristotele, Traduzione e testo latino a fronte, Ed. San Paolo, Milano 2012. (È tradotto anche il testo dell'Aristotele latino).
- Catena aurea, Glossa continua super Evangelia
  - vol. 1, Matteo, Bologna 2006
  - vol. 2, Matteo, Bologna 2007
  - vol. 3, Marco, Bologna 2007
- Commento ai Libri di Boezio, Super Boetium De Trinitate, Expositio Libri Boetii De Ebdomadibus, Bologna, 1997
- Commento ai Nomi Divini di Dionigi, Super Librum Dionysii de Divinis Nominibus
  - vol. 1, Bologna 2004
  - vol. 2, (comprende anche De ente et essentia), Bologna, 2004
- Commento al Corpus Paulinum, Expositio et lectura super Epistolas Pauli Apostoli
  - vol. 1, Romani, Bologna 2004
  - vol. 2, 1 Corinzi, Bologna 2004
  - vol. 3, 2 Corinzi, Galati, Bologna, 2004
  - vol. 4, Efesini, Filippesi, Colossesi, Bologna, 2004
  - vol. 5, Tessalonicesi, Timoteo, Tito, Filemone, Bologna, 2004
  - vol. 6, Ebrei, Bologna, 2004
- Commento al Libro di Giobbe, Bologna, 1995
- Commento all'Etica Nicomachea di Aristotele, Sententia Libri Ethicorum, in 2 volumi, Bologna, 1998
- Commento alla Fisica di Aristotele, Sententia super Physicorum
  - vol. 1, Bologna, 2004
  - vol. 2, Bologna, 2004
  - vol. 3, Bologna, 2005
- Commento alla Metafisica di Aristotele, Sententia super Metaphysicorum
  - vol. 1, Bologna, 2004
  - vol. 2, Bologna, 2005
  - vol. 3, Bologna, 2005
- Commento alla Politica di Aristotele, Sententia Libri Politicorum, Bologna, 1996, ISBN 88-7094-231-7
- Commento alle Sentenze di Pietro Lombardo, Scriptum super Libros Sententiarum in 10 volumi, Bologna, Ed. ESD, 2002
- Compendio di teologia, Compendium theologiae, Bologna, 1995
- I Sermoni e le due Lezioni inaugurali, Bologna, 2003
- La conoscenza sensibile, Commenti ai libri di Aristotele: Il senso e il sensibile; La memoria e la reminiscenza, Bologna, 1997
- La perfezione cristiana nella vita consacrata, Bologna, 1995
- De venerabili sacramentu altaris, Bologna, 1996
- La Somma contro i Gentili, Summa contra Gentiles
  - vol. 1, (traduzione Tito Centi), Bologna, 2000
  - vol. 2, (traduzione Tito Centi), Bologna, 2001
  - vol. 3, (traduzione Tito Centi), Bologna, 2001
- La Somma Teologica, Summa Theologiae, in 35 volumi
- La Somma Teologica, Summa Theologiae, in 6 volumi, Bologna, Ed. ESD
- Le Questioni Disputate, Quaestiones Disputatae
  - vol. 1, La Verità, Bologna, 1992
  - vol. 2, La Verità, Bologna, 1992
  - vol. 3, La Verità, Bologna, 1993
  - vol. 4, L'anima umana, Bologna, 2001
  - vol. 5, Le virtù, Bologna, 2002
  - vol. 6, Il male, Bologna, 2002
  - vol. 7, Il male, Bologna, 2003
  - vol. 8, La potenza divina, Bologna, 2003
  - vol. 9, La potenza divina, Bologna, 2003
  - vol. 10, Questioni su argomenti vari, Bologna, 2003
  - vol. 11, Questioni su argomenti vari, Bologna, 2003
- Logica dell'enunciazione, Commento al libro di Aristotele Peri Hermeneias, Expositio Libri Peryermenias, Bologna, 1997
- Opuscoli politici: Il governo dei principi, Lettera alla duchessa del Brabante, La dilazione nella compravendita, Bologna, 1997
- Opuscoli spirituali: Commenti al Credo, Padre Nostro, Ave Maria, Dieci Comandamenti, Ufficio e Messa per la Festa del Corpus Domini, Le preghiere di san Tommaso, Lettera a uno studente, Bologna, 1999
- Pagine di filosofia: I principi della natura, De principiis naturae ad fratrem Silvestrum, sola trad. it., e antologia ragionata e commentata di altri brani filosofici di antropologia, gnoseologia, teologia naturale, etica, politica e pedagogia.

### Inni eucaristici
A Tommaso d'Aquino sono classicamente attribuiti gli inni eucaristici per la solennità del Corpus Domini, usati per secoli in occasione dell'adorazione eucaristica. Gli inni sono stati confermati nella liturgia solenne dal Concilio Vaticano II:
- Adoro te devote
- Pange lingua, che contiene al termine il Tantum Ergo Sacramentum
- Sacris sollemniis
- Verbum supernum prodiens

## Filmografia
- Tommaso d'Aquino, film TV del 1975 diretto da Leandro Castellani.

## Bibliografia

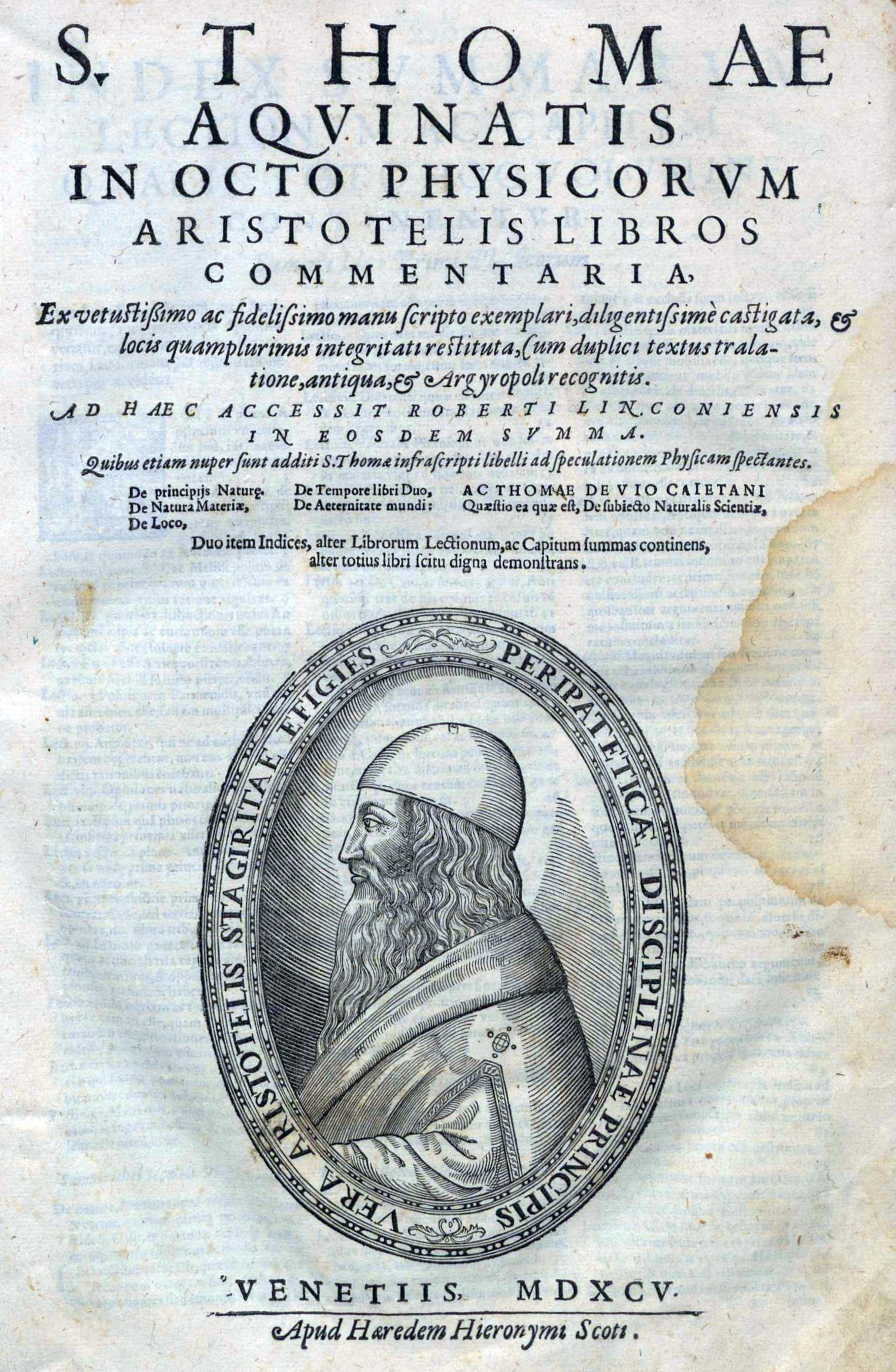
Super Physicam Aristotelis, 1595